# Maalkoppel

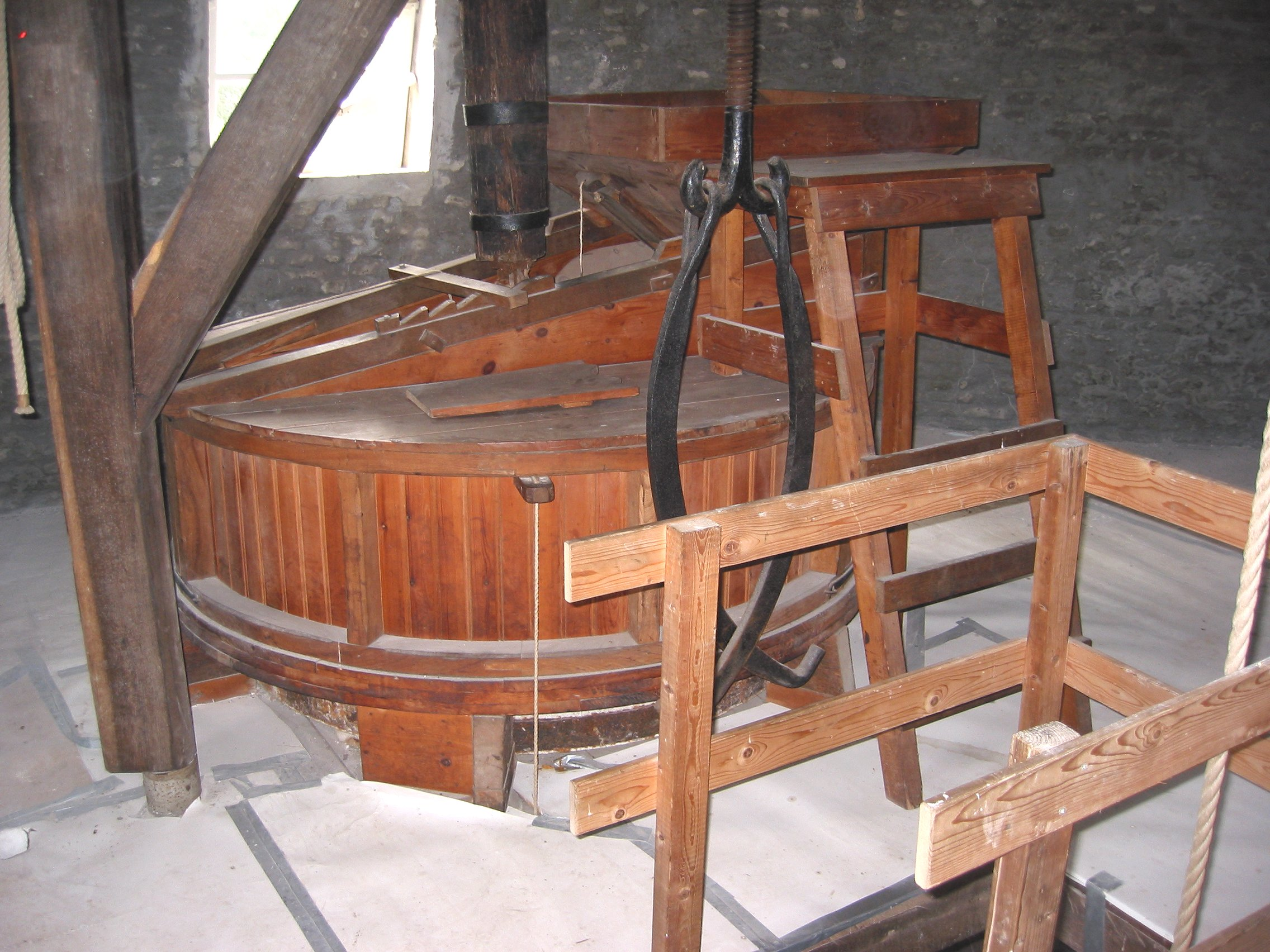
Maalkoppel van De Keetmolen met op de voorgrond de steenkraan met ijzeren haken voor het ophijsen van de bovenste molensteen

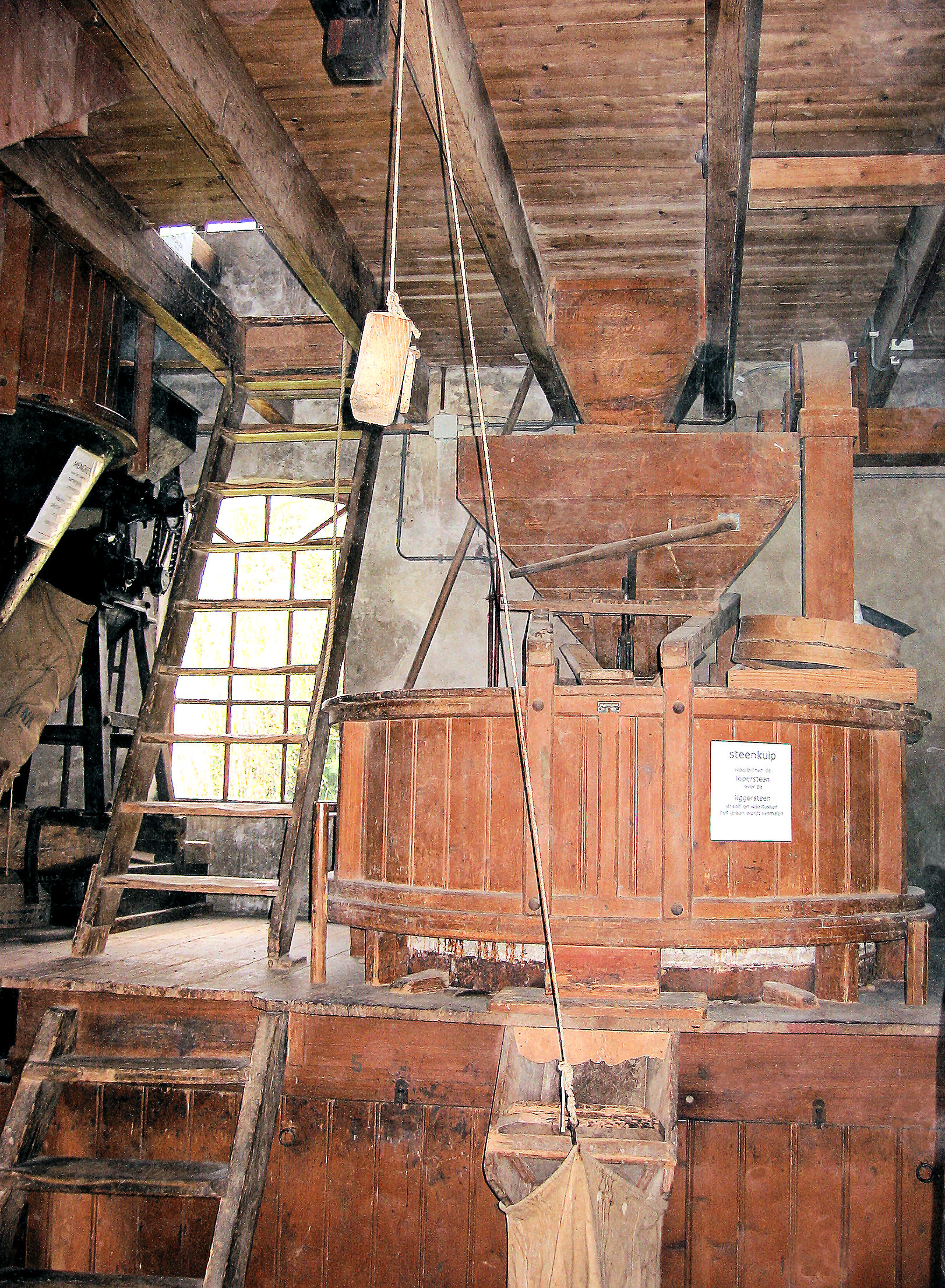
Maalstoel van Maalderij De Nieuwe molen

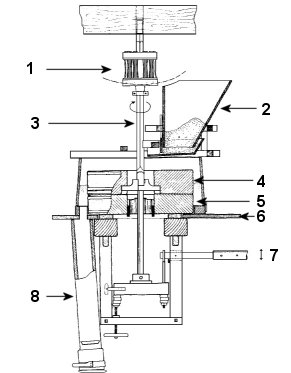

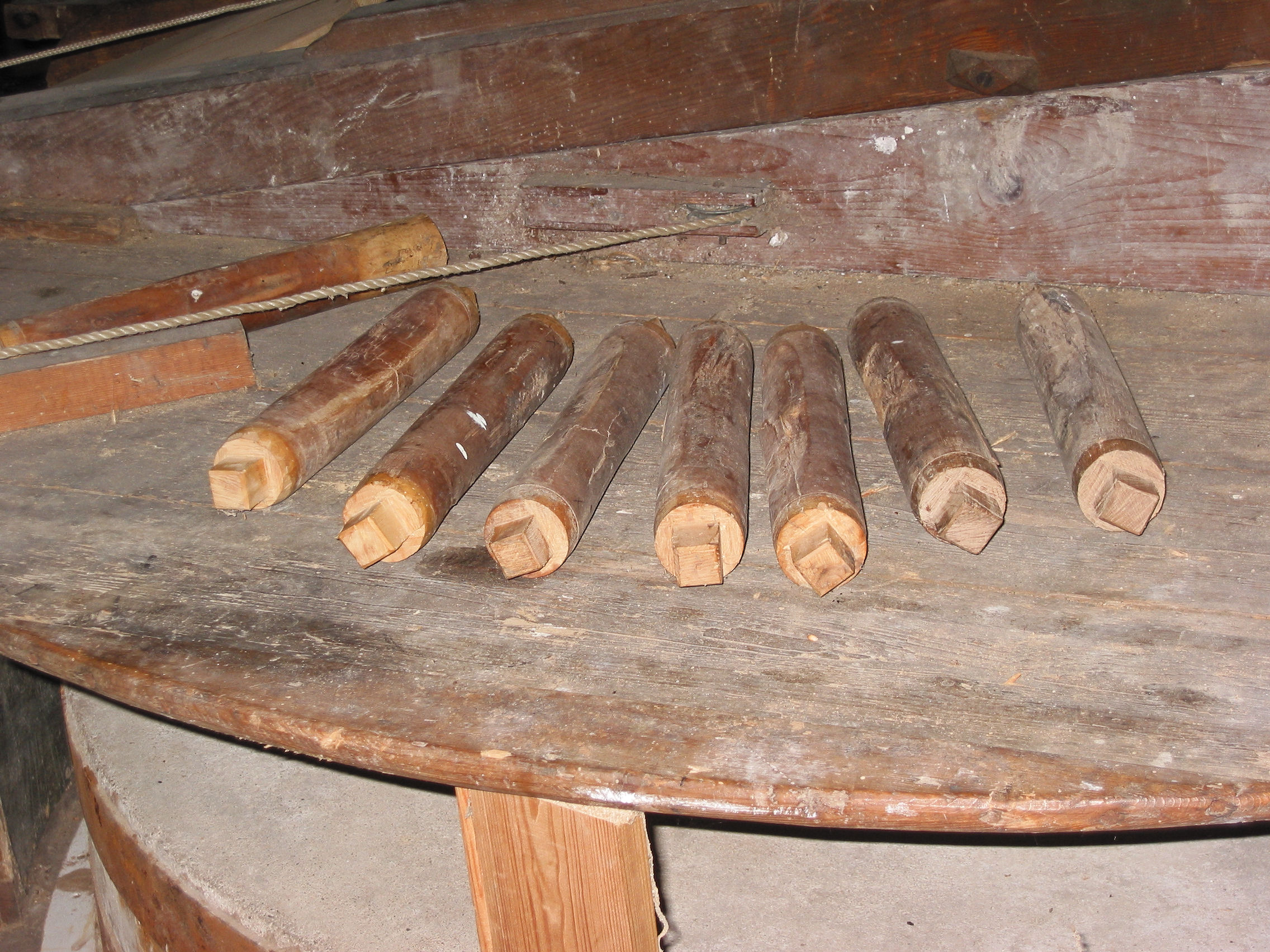
Bolletriestaven van een steenrondsel

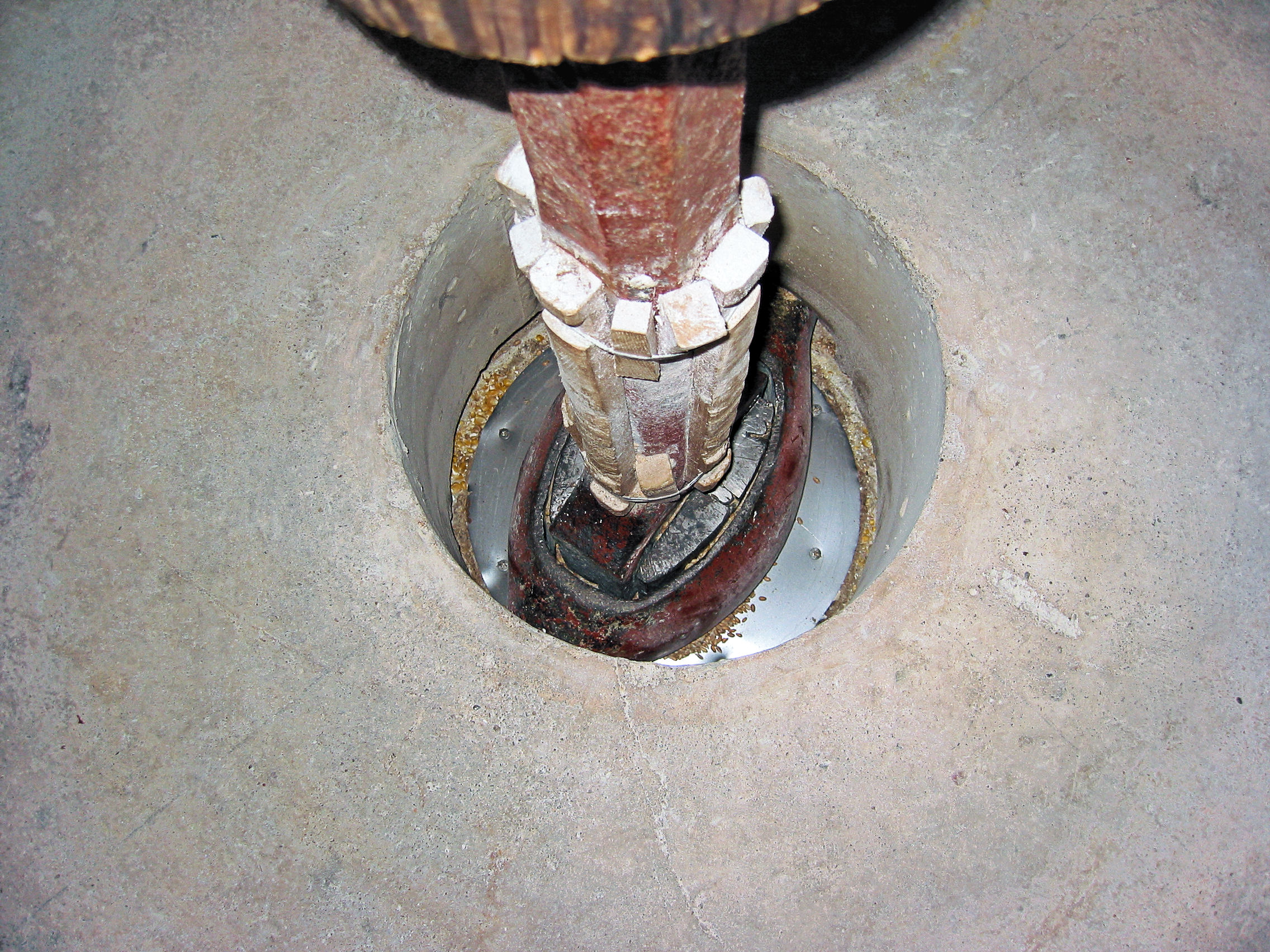
Kropgat

Een maalkoppel is een maalinrichting, bestaande uit twee stenen, van een korenmolen. De stenen liggen op blokjes of stelschroeven op de vloer en zijn omgeven door een steenkuip. De steenkuip is een houten ombouw, de kuip met kuipdeksel, waarin de twee molenstenen zitten. De kieren tussen de houten delen worden dichtgemaakt met een papje van roggemeel.

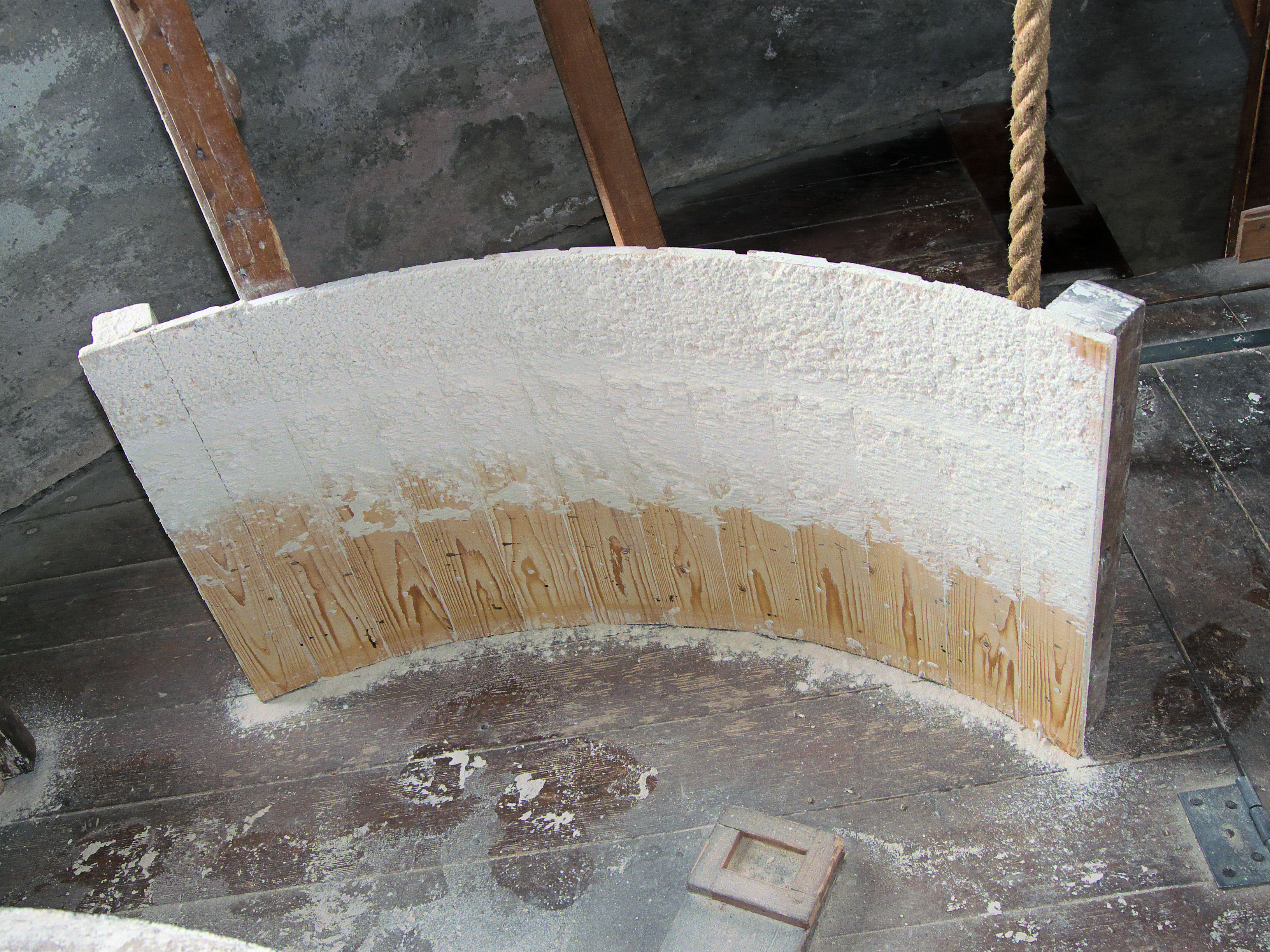
Steenkuipdeel met aanhangend tarwemeel

Soms ligt een koppel maalstenen op een 'stoel', een houten of ijzeren verhoging. De maalstenen worden dan meestal van onderaf aangedreven. Op de buitenrijn staat een opzetspil of juffer voor het laten schudden van de schuddebak. De meeluitloop is kort en hangt ergens opzij van de maalstoel. Bij de meeste windmolens is zo'n maalstoel niet aanwezig.

## Werking
|  |

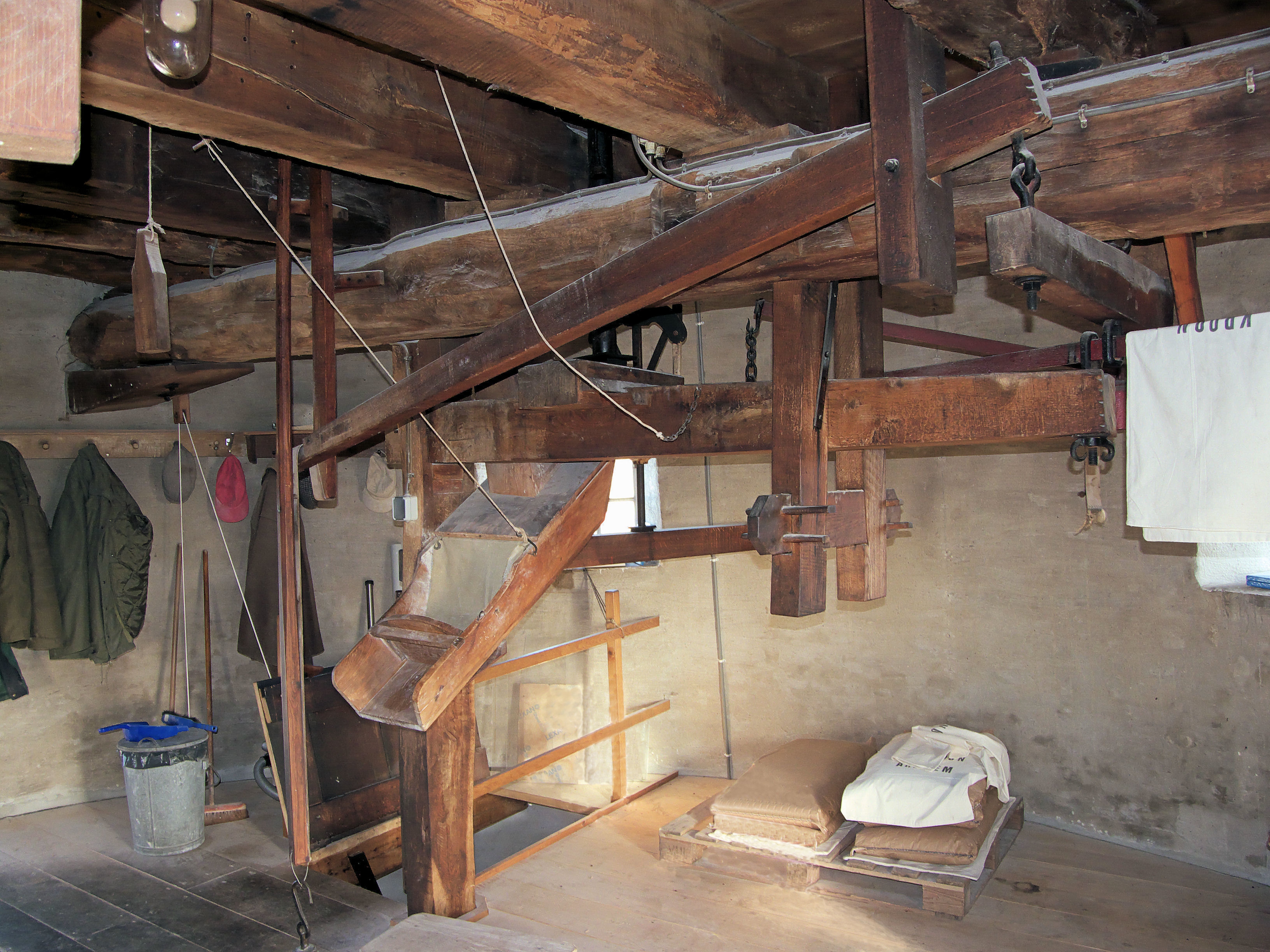
Licht bestaande uit lichtstok (links), lichtboom (vooraan), vonderbalk (rechts) en pasbalk met kussen (achteraan). Op de achtergrond is de regulateur gedeeltelijk zichtbaar.

De onderste molensteen is de ligger, die niet draait. Deze ligt waterpas op de vloer, vaak op drie brede wiggen of drie stelbouten. De bovenste molensteen, de loper, draait over de ligger, waardoor het graan fijngemalen wordt. Daar tussenin valt het graan door het kropgat in de draaiende loper op de ligger. De afstand tussen de twee stenen is door de molenaar nauwkeurig in te stellen door een speciaal mechanisme, het lichtwerk. Met behulp van de lichtstok worden door de molenaar twee of drie balken, lichtboom, (kruisvonderbalk) en vonder- of pasbalk, via hefboomwerking op of neer gelaten, waardoor de loper hoger of lager komt te staan. Zo kan hij de fijnheid van de maling regelen of zelfs volstaan met alleen het breken van de graankorrel. Vooral bij vlagerige wind vraagt dit veel vakmanschap. Omwille van deze reden is er op verscheidene molens een regulateur aangebracht. Deze regelt dan automatisch de afstand tussen de stenen.
De loper wordt aangedreven door een ijzeren spil, de steenspil of het staakijzer. Deze is aan de bovenzijde gelagerd in een houten balk. In deze balk zit een uitsparing waarin de steenspil kan draaien. Dit wordt opgevuld met een hardhouten blok, de neut. Deze neut kan verwijderd worden, waarna de molenaar de steenspil opzij kan trekken, zodat de tandwielen niet meer in elkaar grijpen en de maalsteen niet meer aangedreven wordt.
In de meeste standerdmolens worden de steenspillen rechtstreeks aangedreven door het bovenwiel of de bovenwielen (zie tekening in fotogalerij). Er zijn echter ook enkele grote standerdmolens, zoals Tot Voordeel en Genoegen, die drie maalkoppels hebben. De twee achtermolens worden dan aangedreven door een koningsspil.

## Openleggen van de steen
De bovenste steen kan met behulp van een steenkraan, een hijsinrichting met ijzeren beugels, van de ligger af getild worden. Dit wordt openleggen of openbreken genoemd. Het openleggen van de stenen is nodig om de stenen te kunnen billen of scherpen.
Op een standerdmolen is niet altijd een steenkraan aanwezig vanwege de beperkte ruimte en werd de steen vroeger opengelegd met behulp van de houten bovenas. Eerst werd de loper opgewigd, waardoor er een strop om de steen en door het kropgat gelegd kon worden. Door de wieken met de hand rond te draaien werd de steen opgetild. Tegenwoordig wordt meestal een takel gebruikt.

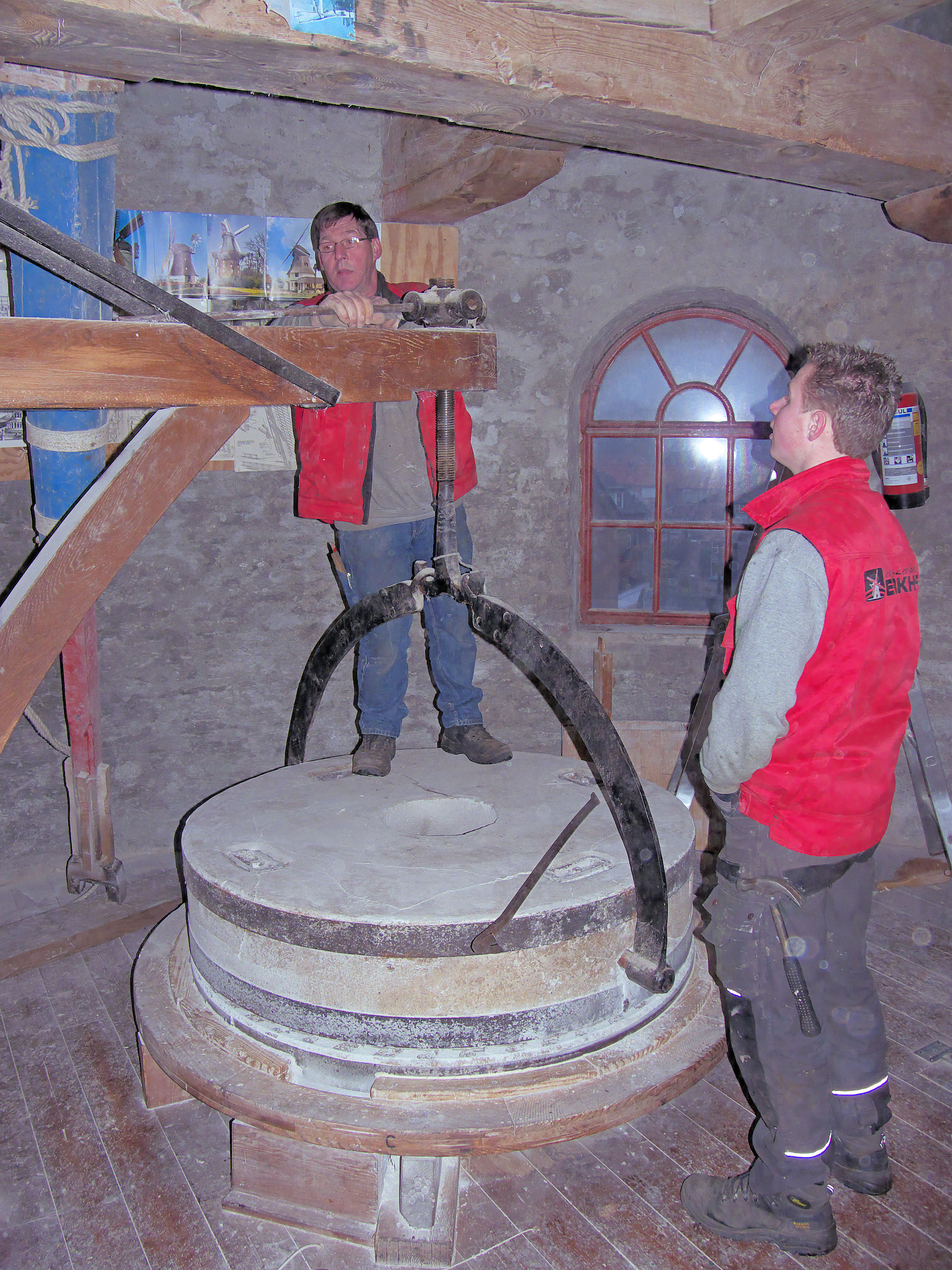
Eerst een stukje omhoogschroeven
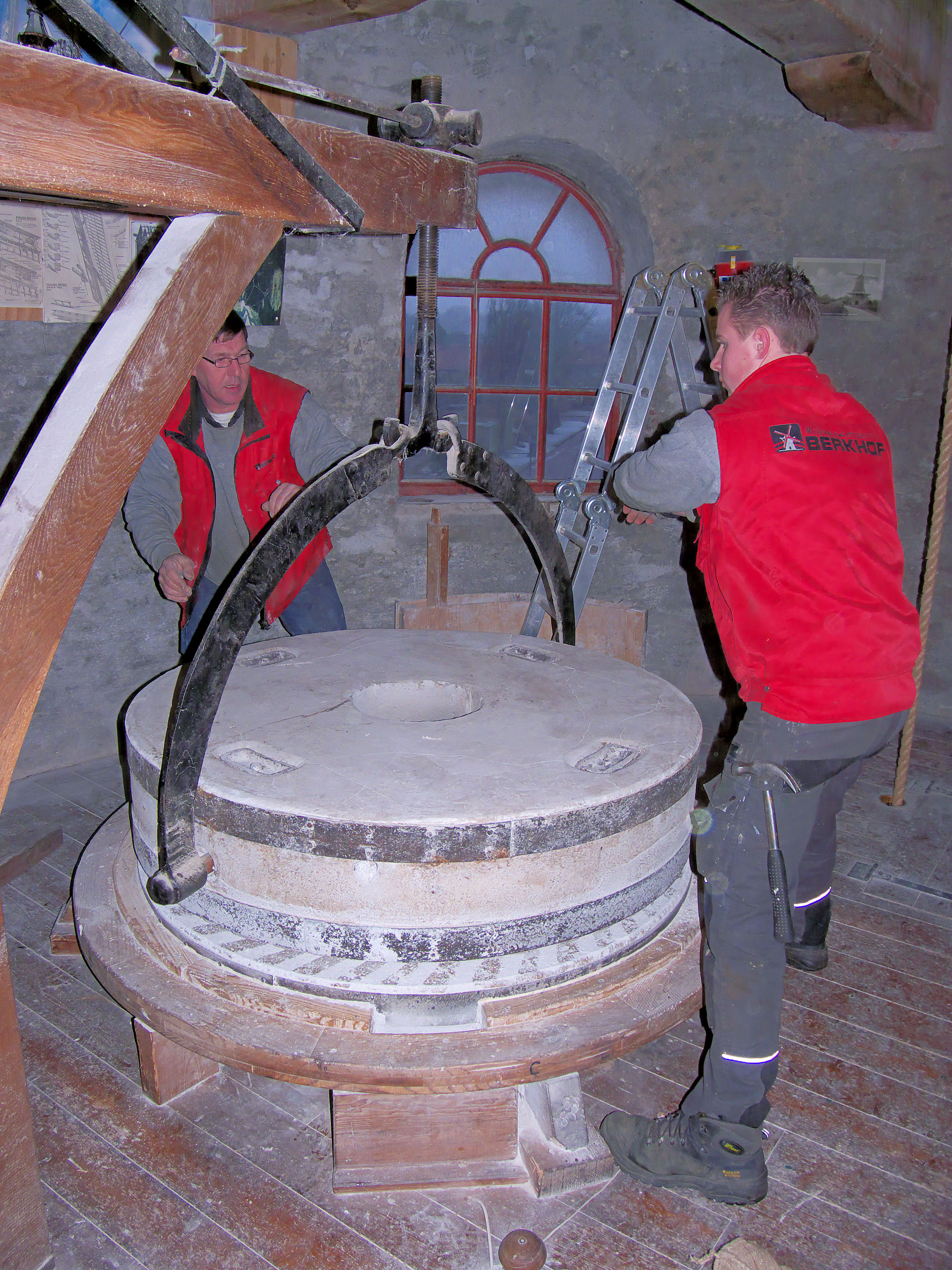
Omhoogdraaien
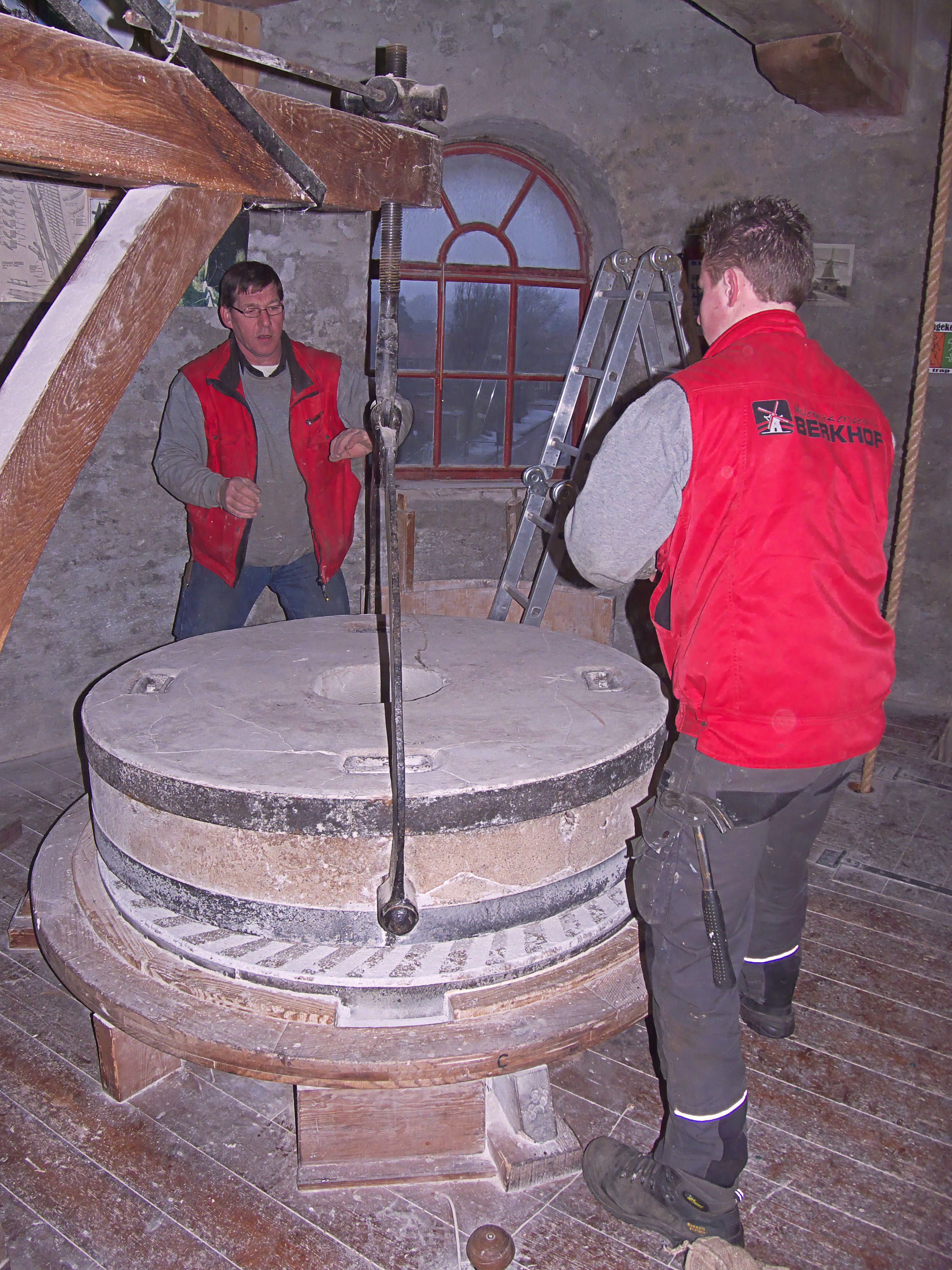
Omhoogdraaien
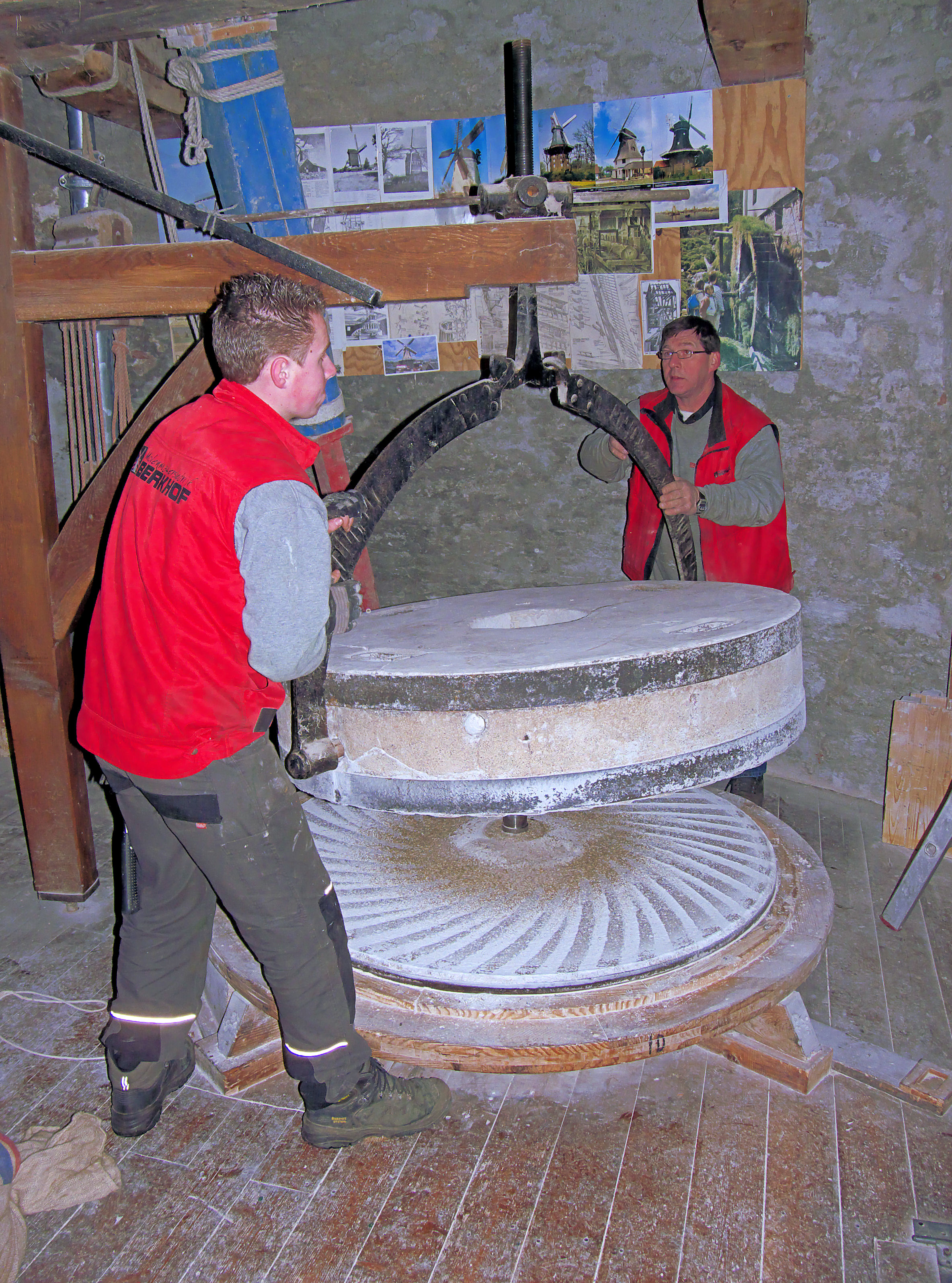
Omhoogdraaien
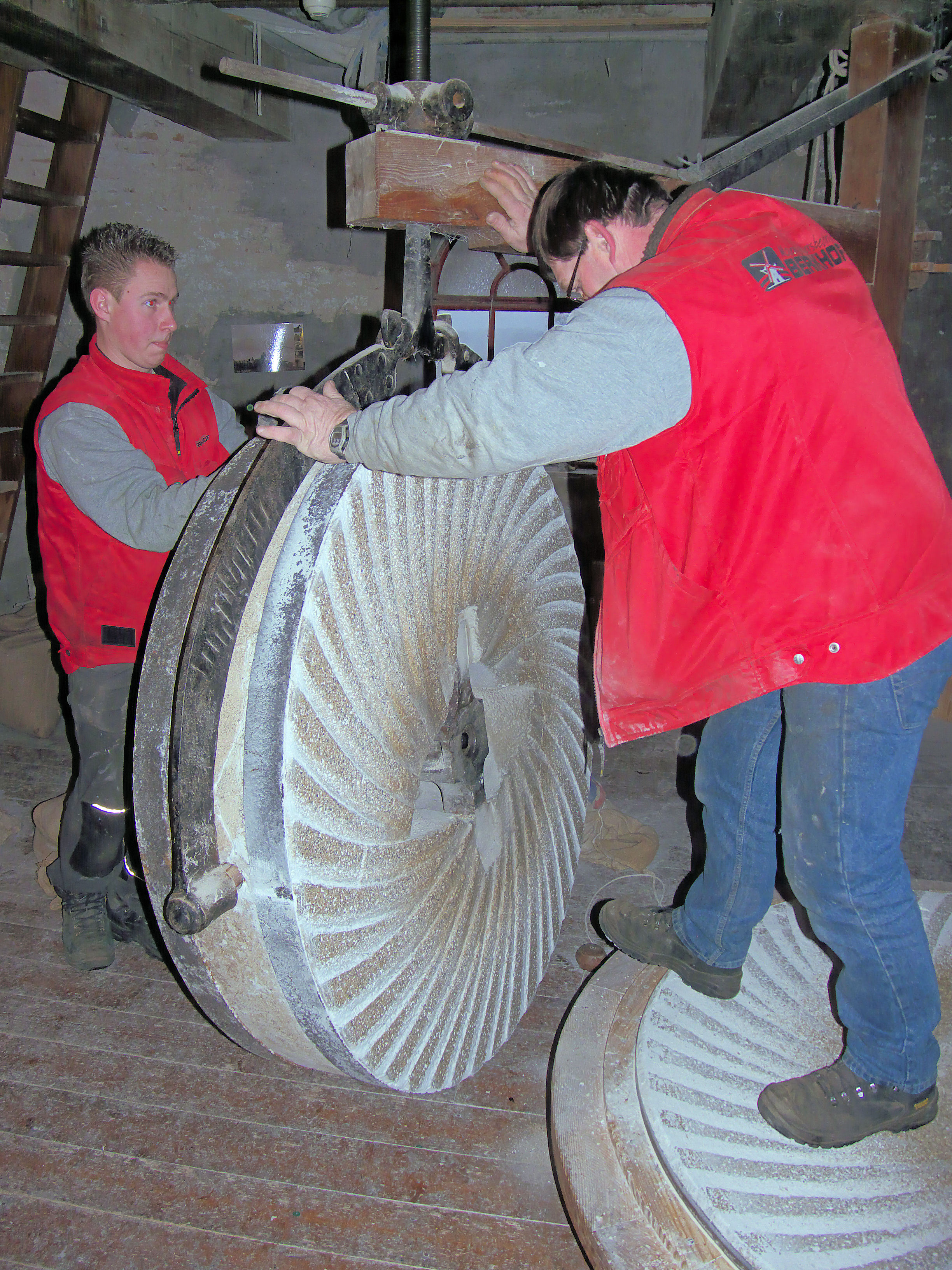
Ondersteboven draaien
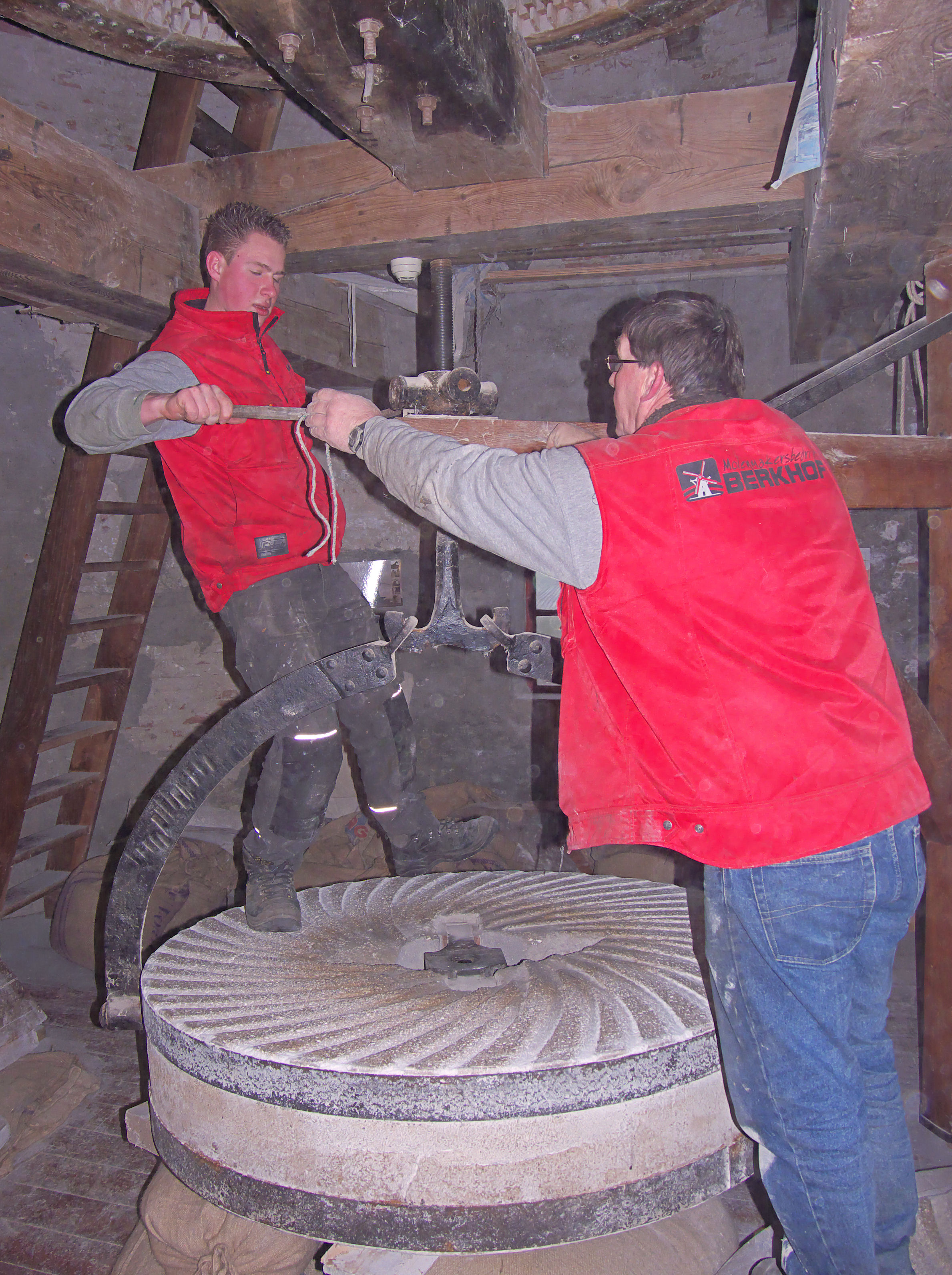
Laten zakken op zakken met graan

## De kaar
De zakken graan worden in het kaar (voorraadbak) leeggeschud. Het graan stroomt vanuit het kaar in het schoentje of schuddebak (afb. 1). Deze schuddebak tikt tegen de draaiende steenspil aan en schudt zo het graan tussen de molenstenen. Ook kan de schuddebak nog handmatig bijgeregeld worden om zo meer of minder graan toe te voeren.
Het meel wordt door de ronddraaiende stenen tegen de wand van de kuip geslingerd en komt daar onderaan tegen de kuip te liggen. Een strijker of jager aan de draaiende loper strijkt vervolgens het meel via de meelpijp naar de lager gelegen verdieping, de maalzolder of meelzolder. Hier komt het meel via de meelbak in de zak terecht. In de meelbak hangt een doek om het stuiven van het meel tegen te gaan. Soms zit er ook voor dit doel in de meelpijp een houten schuif (afb. 2).
|                    |  |                                                                |
| Afb. 1. Schuddebak |  | Afb. 2. Schuifplankje in de meelpijp van de Walderveense molen |

## Fotogalerij

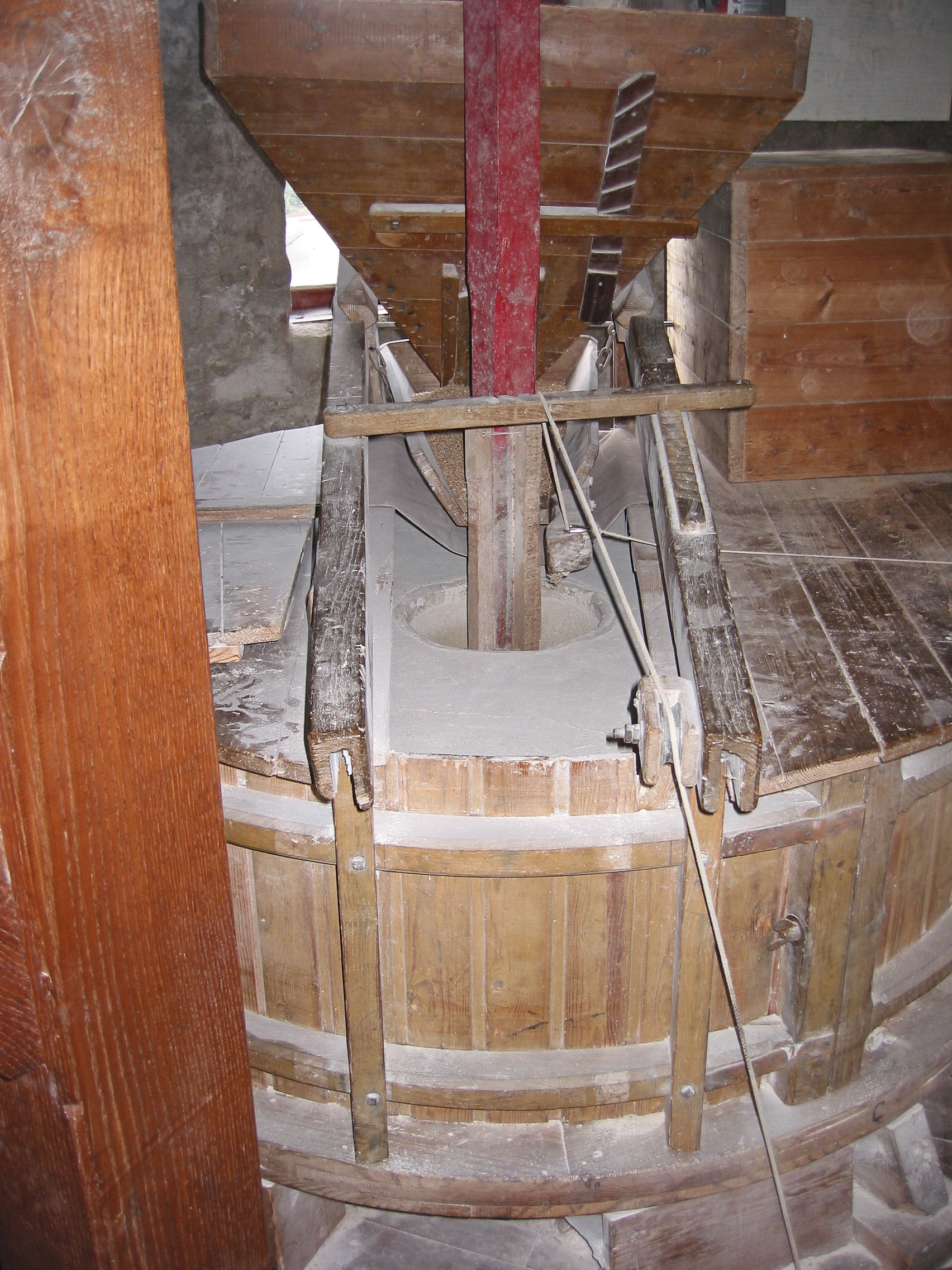
Vooraanzicht maalkoppel van De Hoop in Garderen. (bovenste molensteen (loper) is zichtbaar)
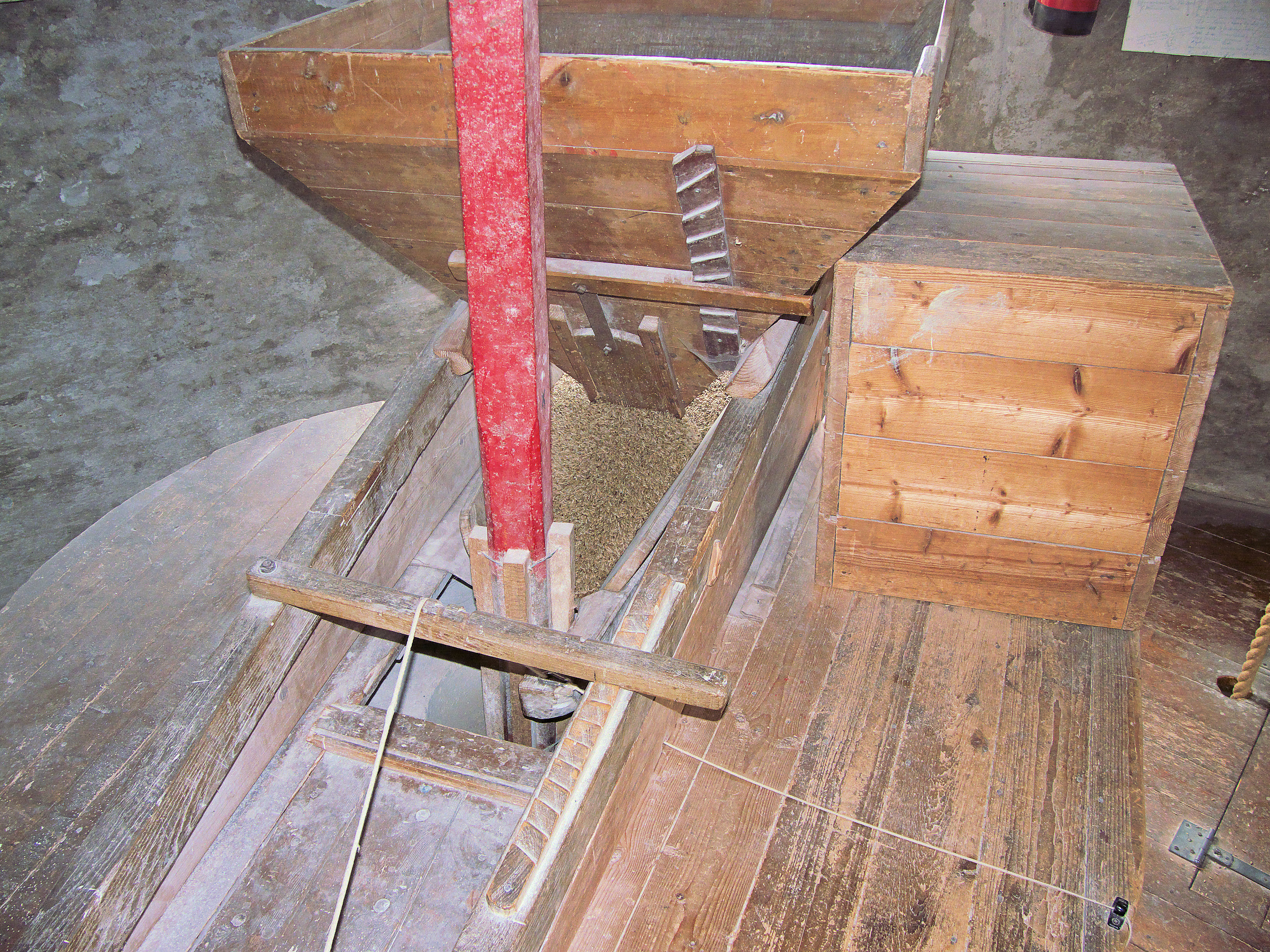
Afstelling schuddebak van De Hoop in Garderen.
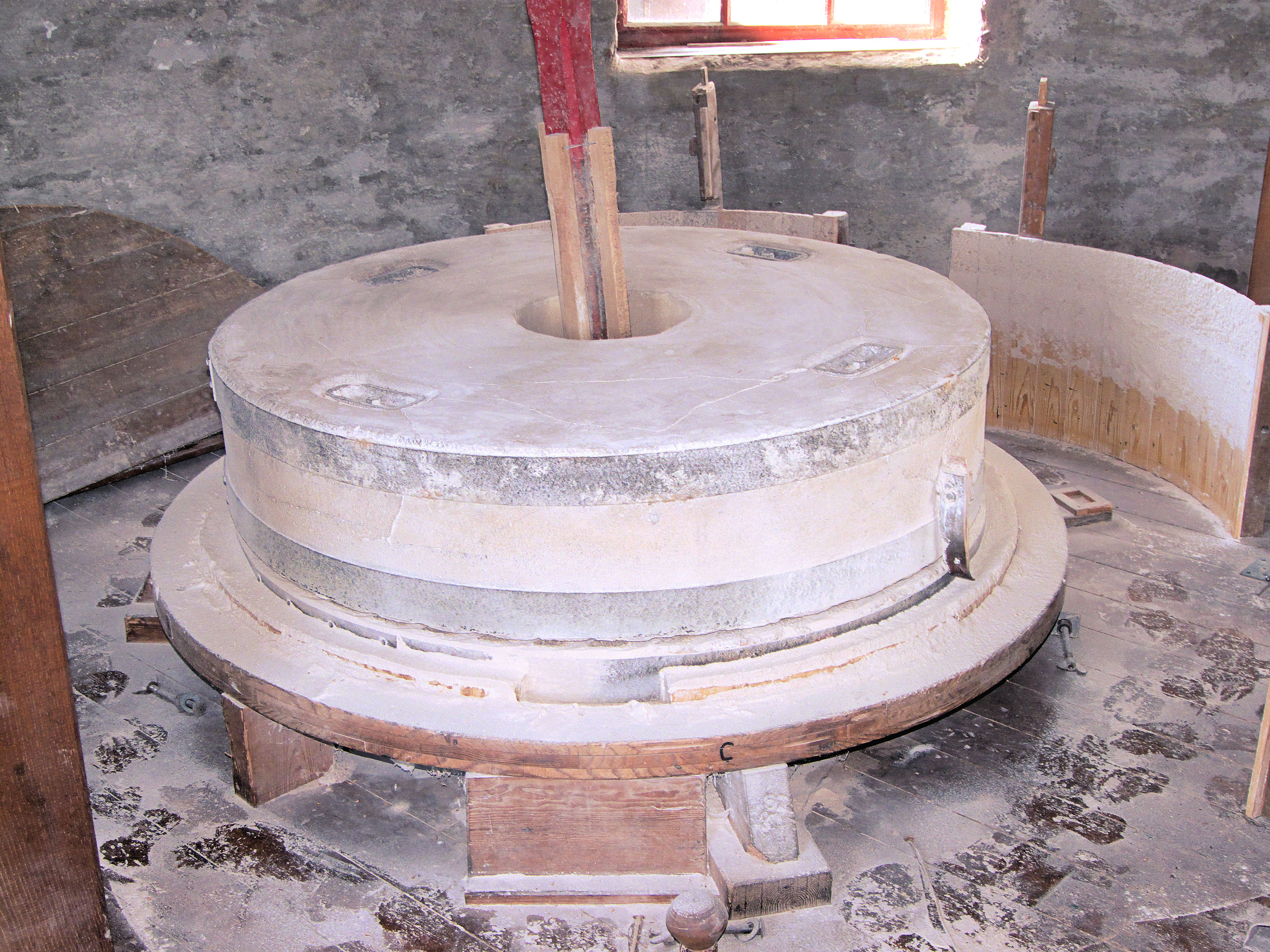
Ontmantelde maalkoppel met nog aanwezig tarwerandmeel
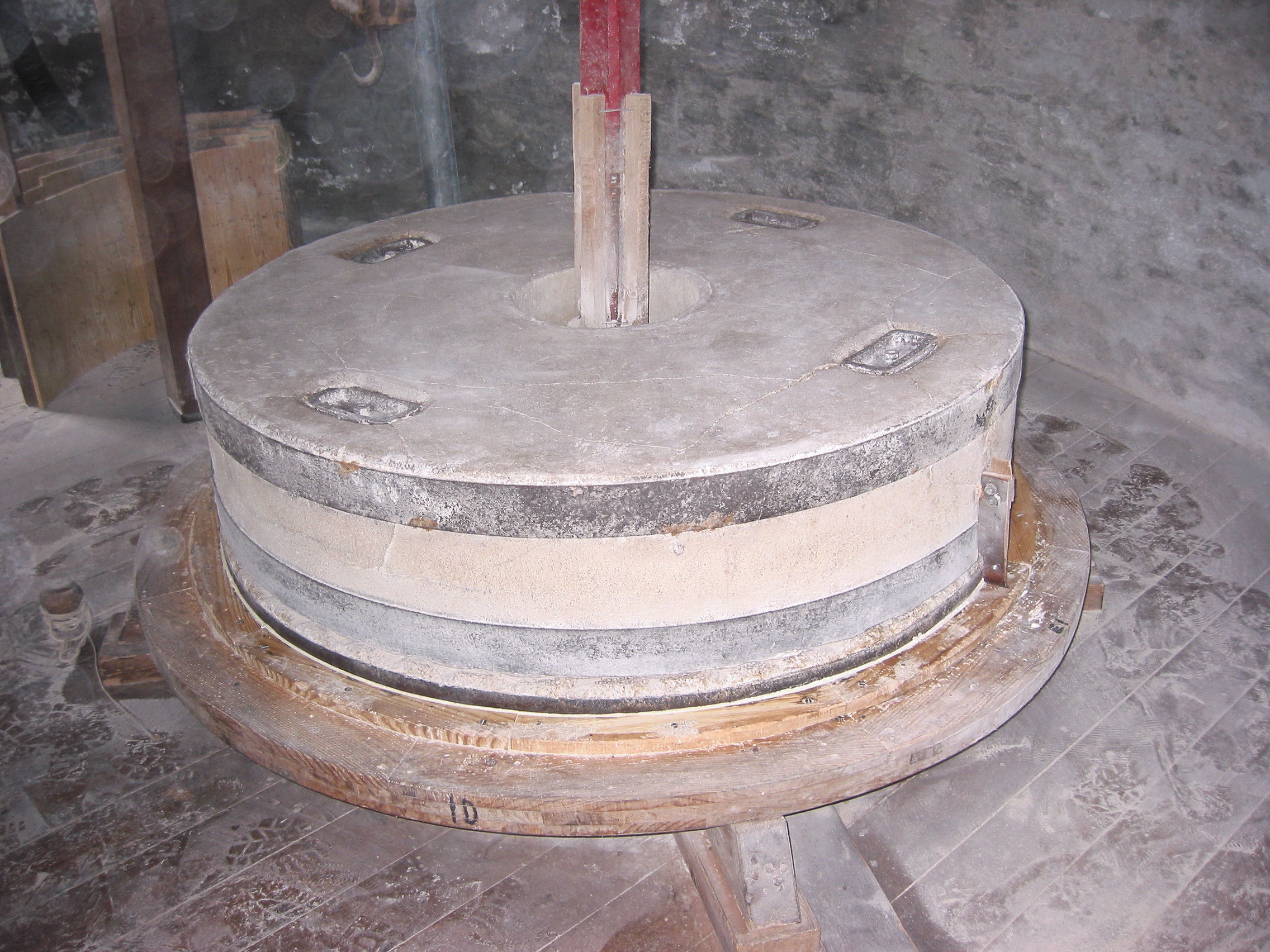
Ontmantelde en schoongemaakt maalkoppel met rechts de strijker of jager
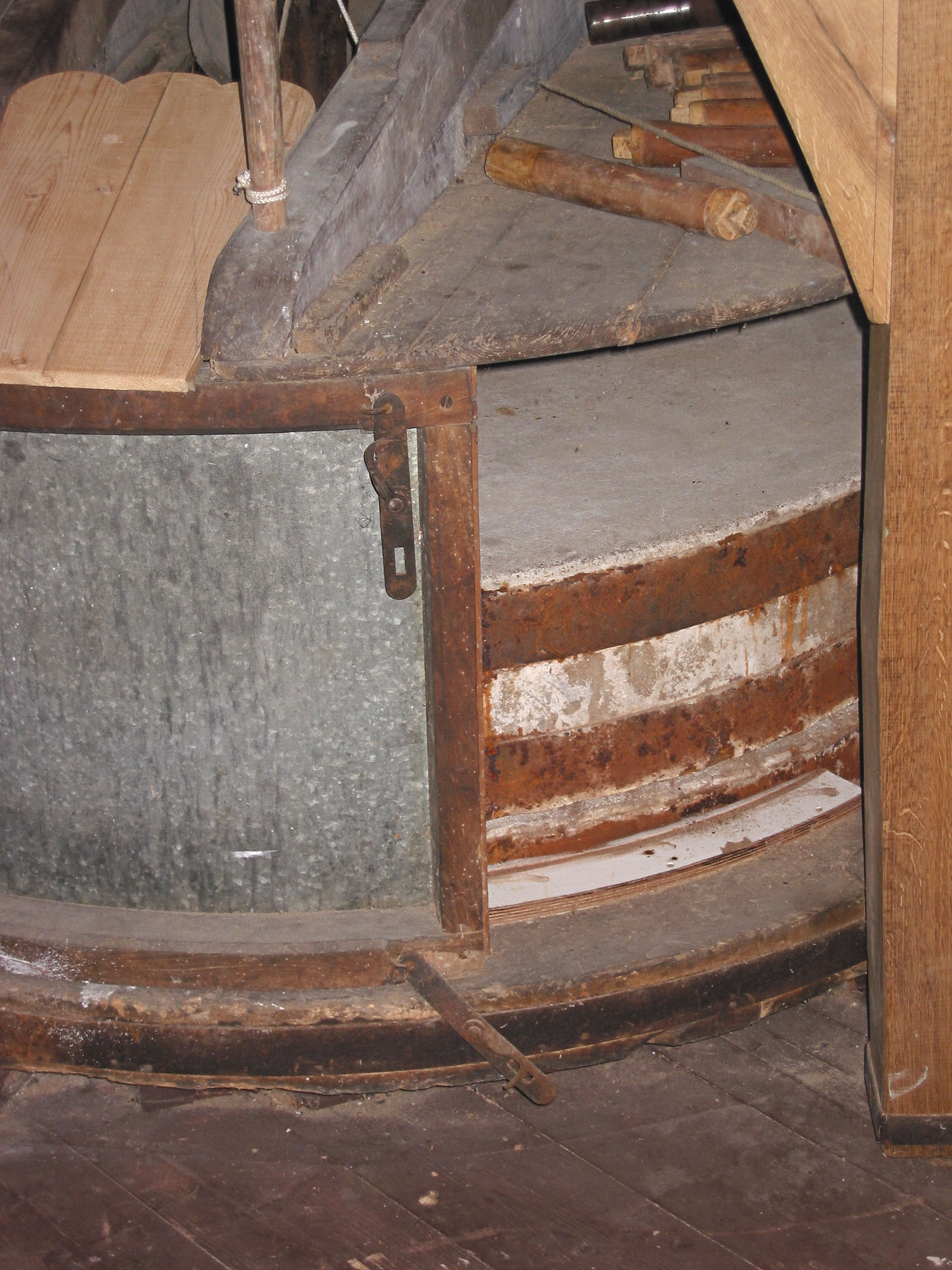
Geopend maalkoppel met natuurstenen van De Hoop in Appel
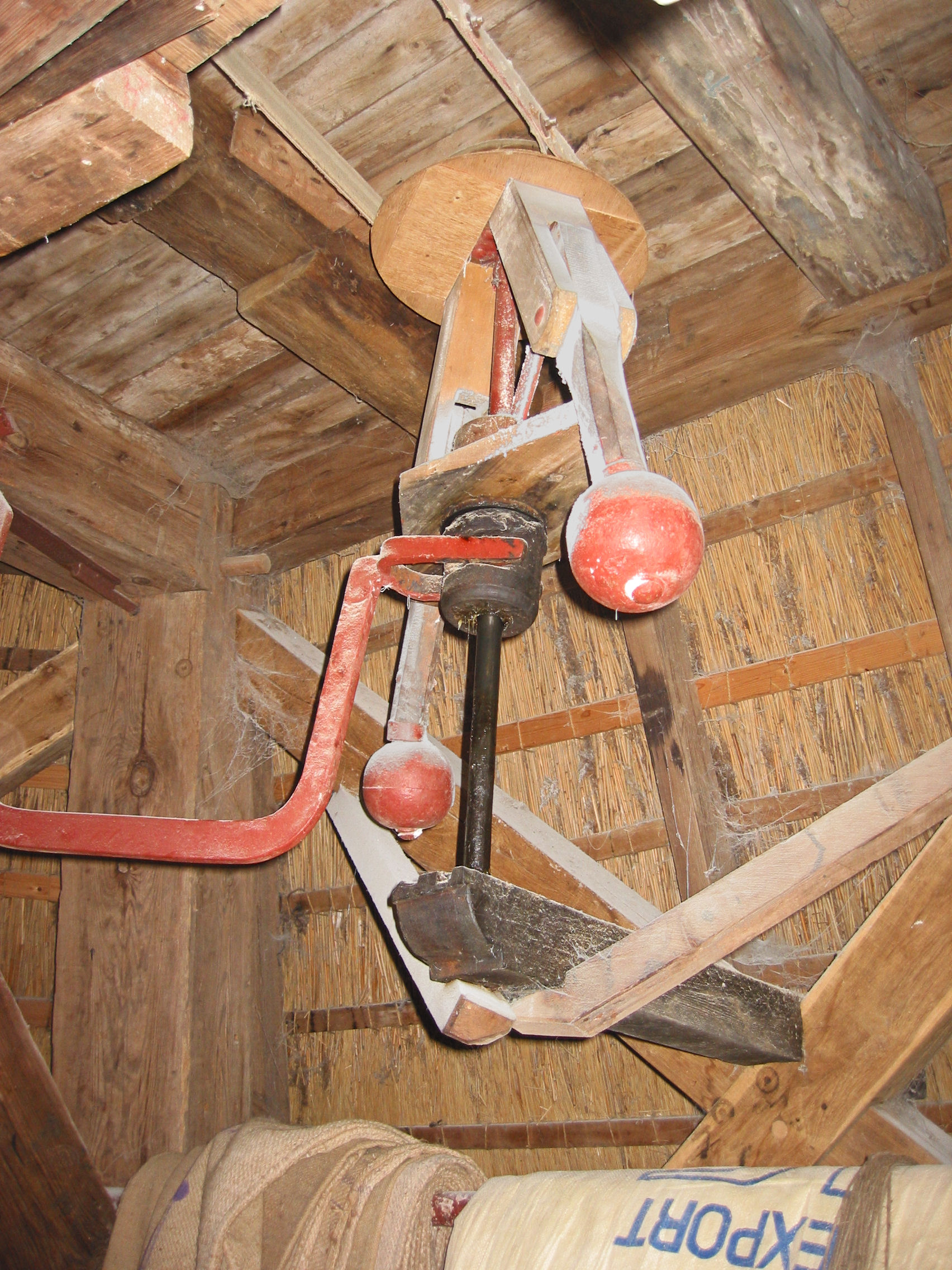
Regulateur van de Walderveense molen
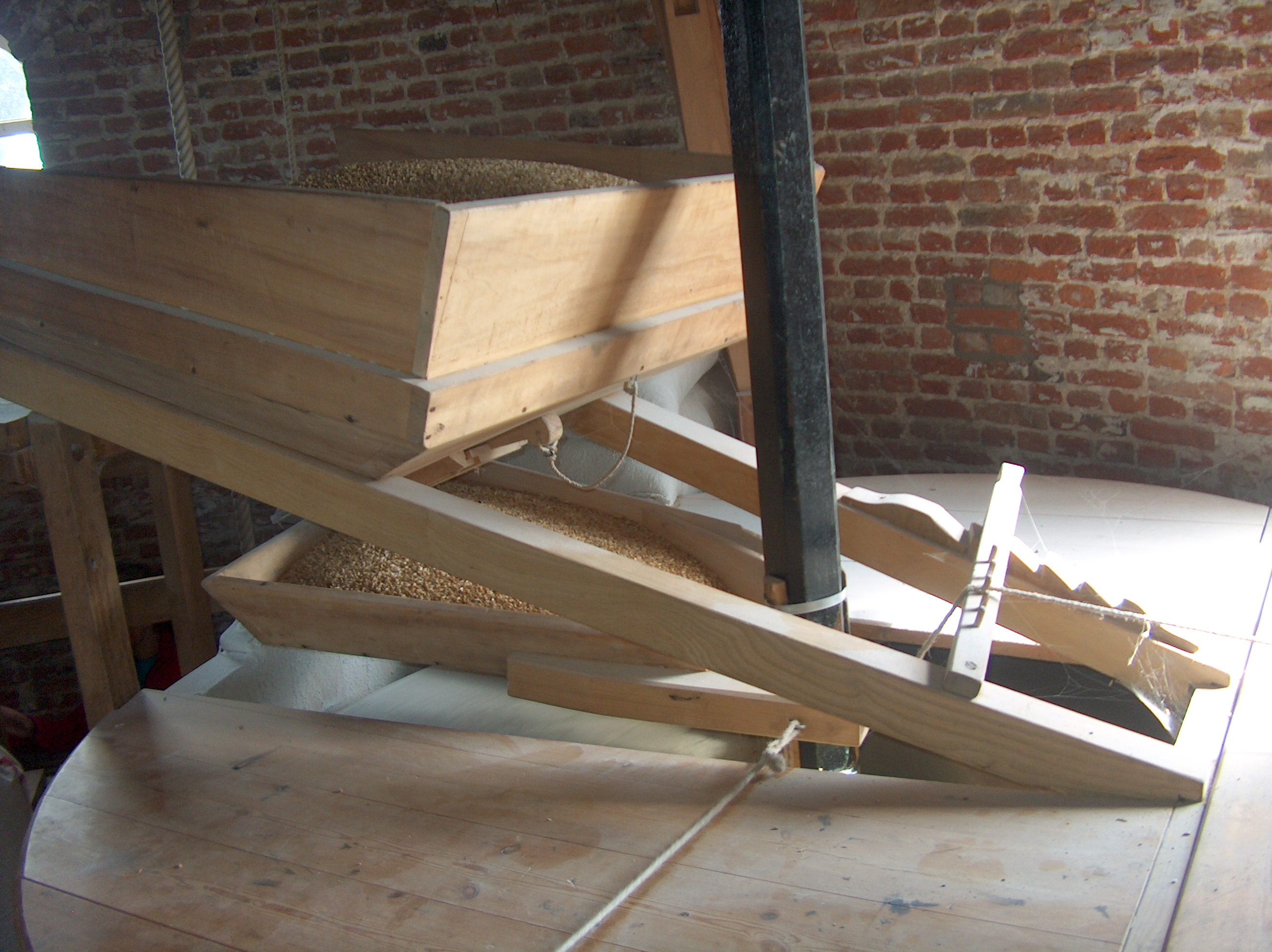
Schuddebak
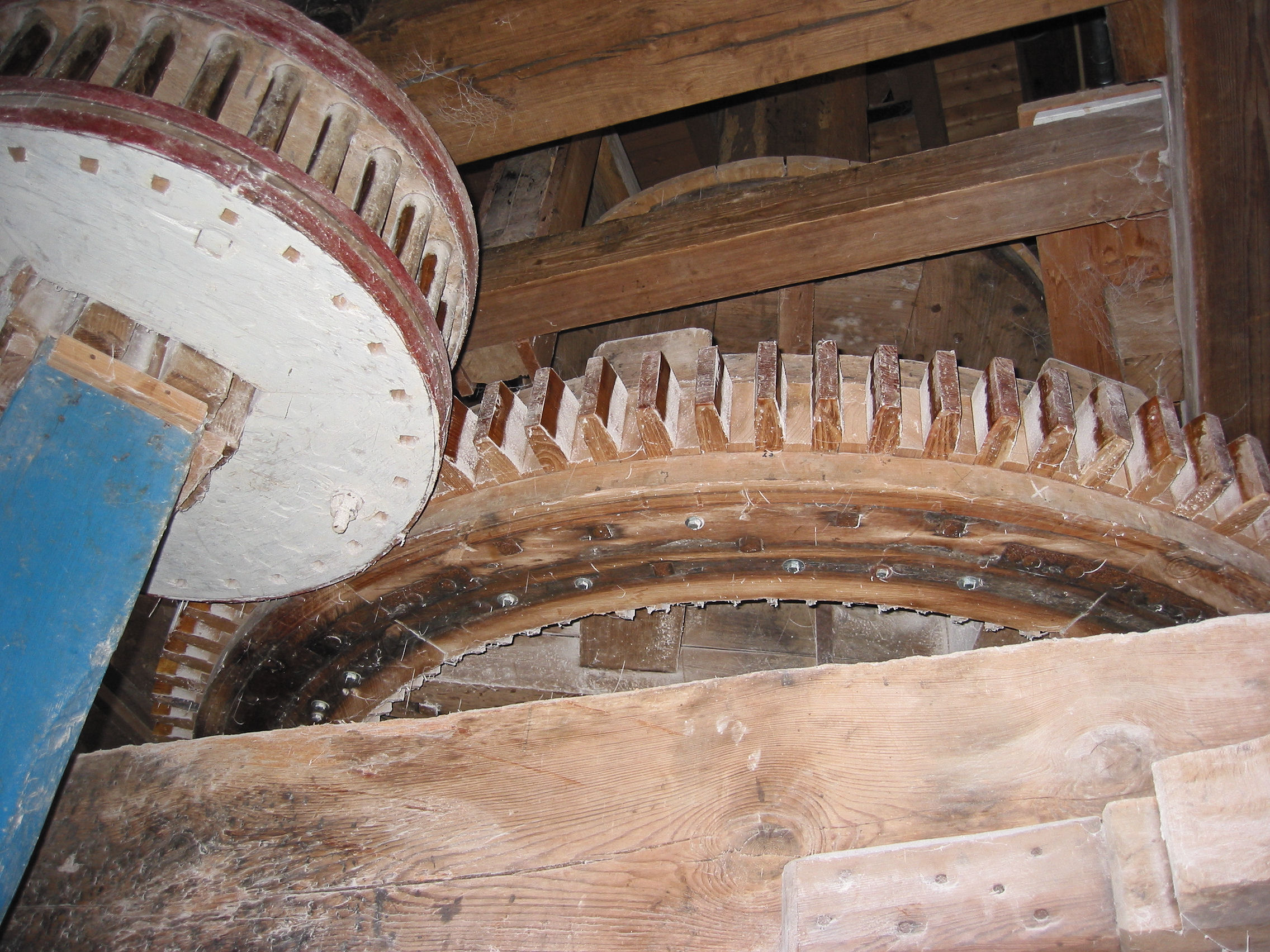
Spoorwiel en steenrondsel van De Hoop in Garderen
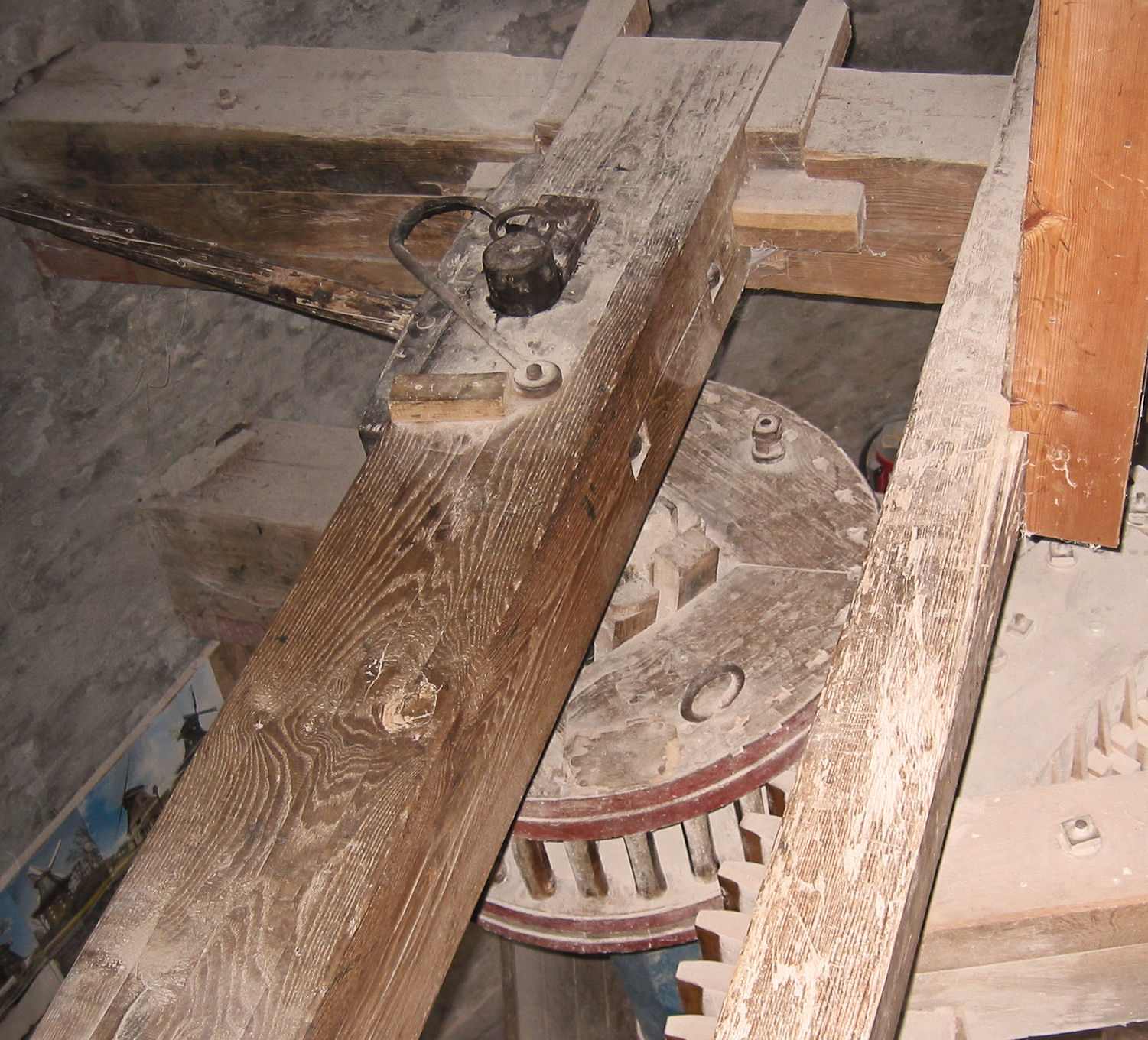
Lagering steenspil in ijzerbalk van De Hoop in Garderen
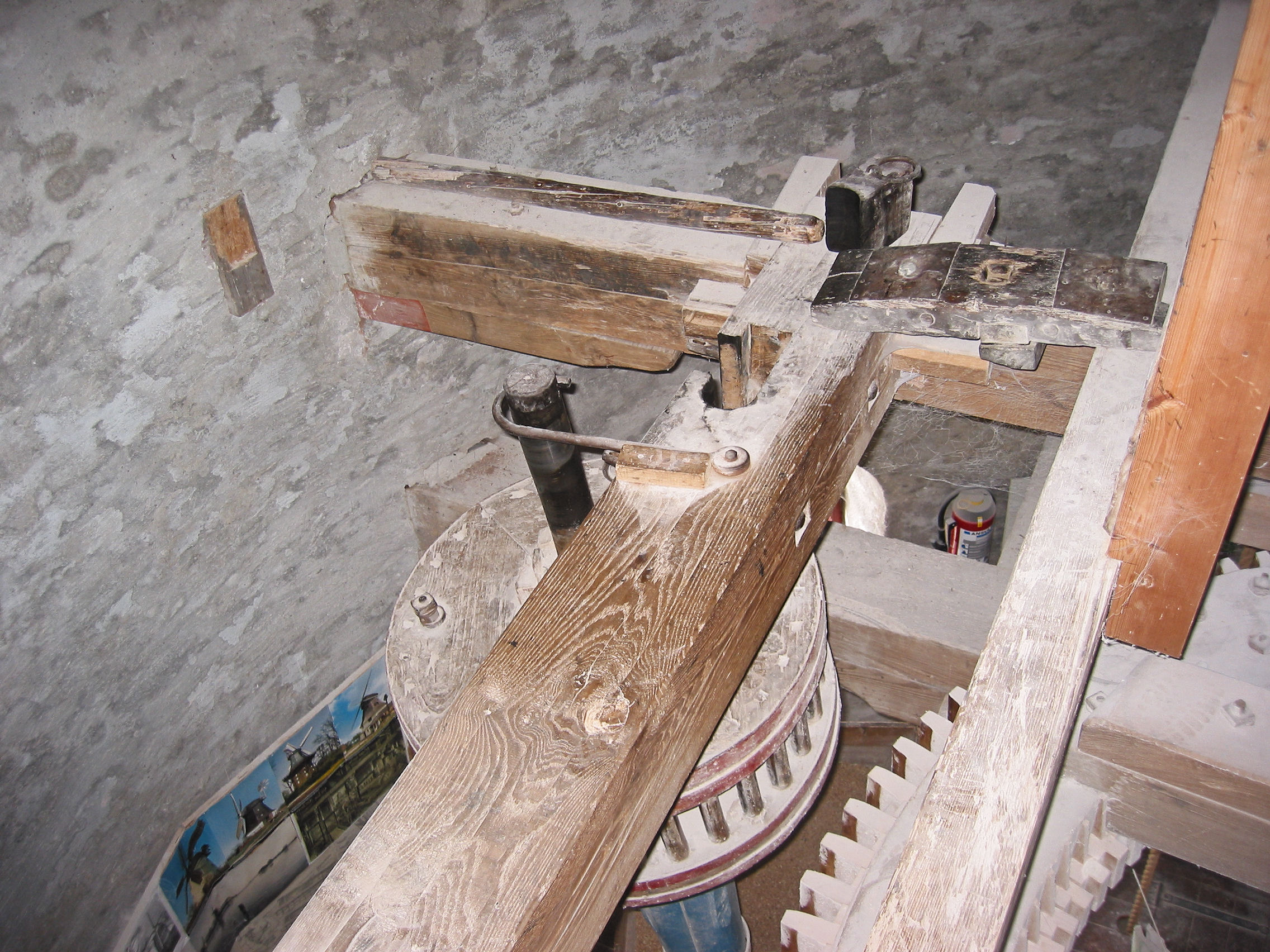
Steenspil van De Hoop in Garderen uit het werk
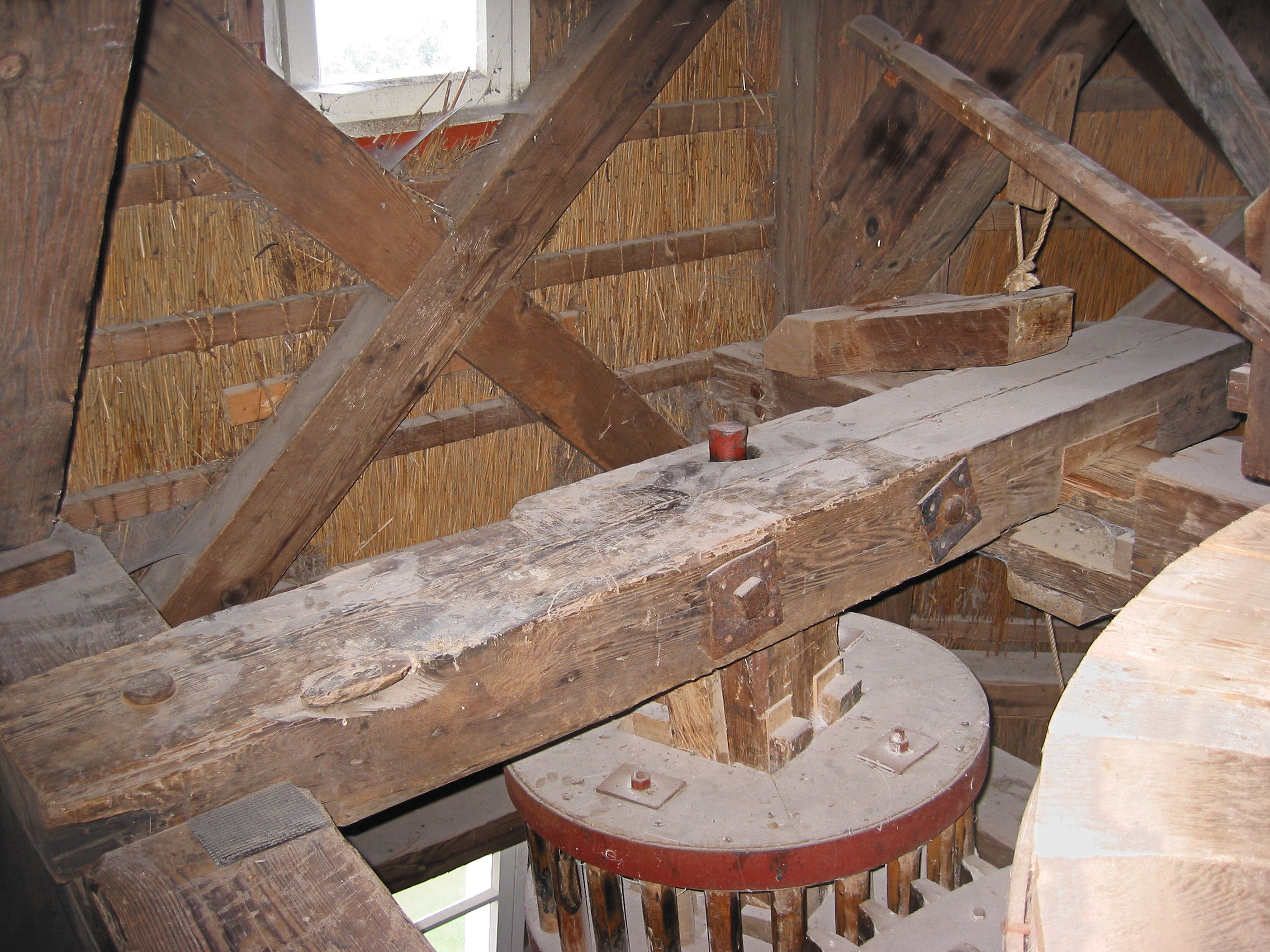
Lagering steenspil in wervelbalk (verschuifbare ijzerbalk) van de Walderveense molen
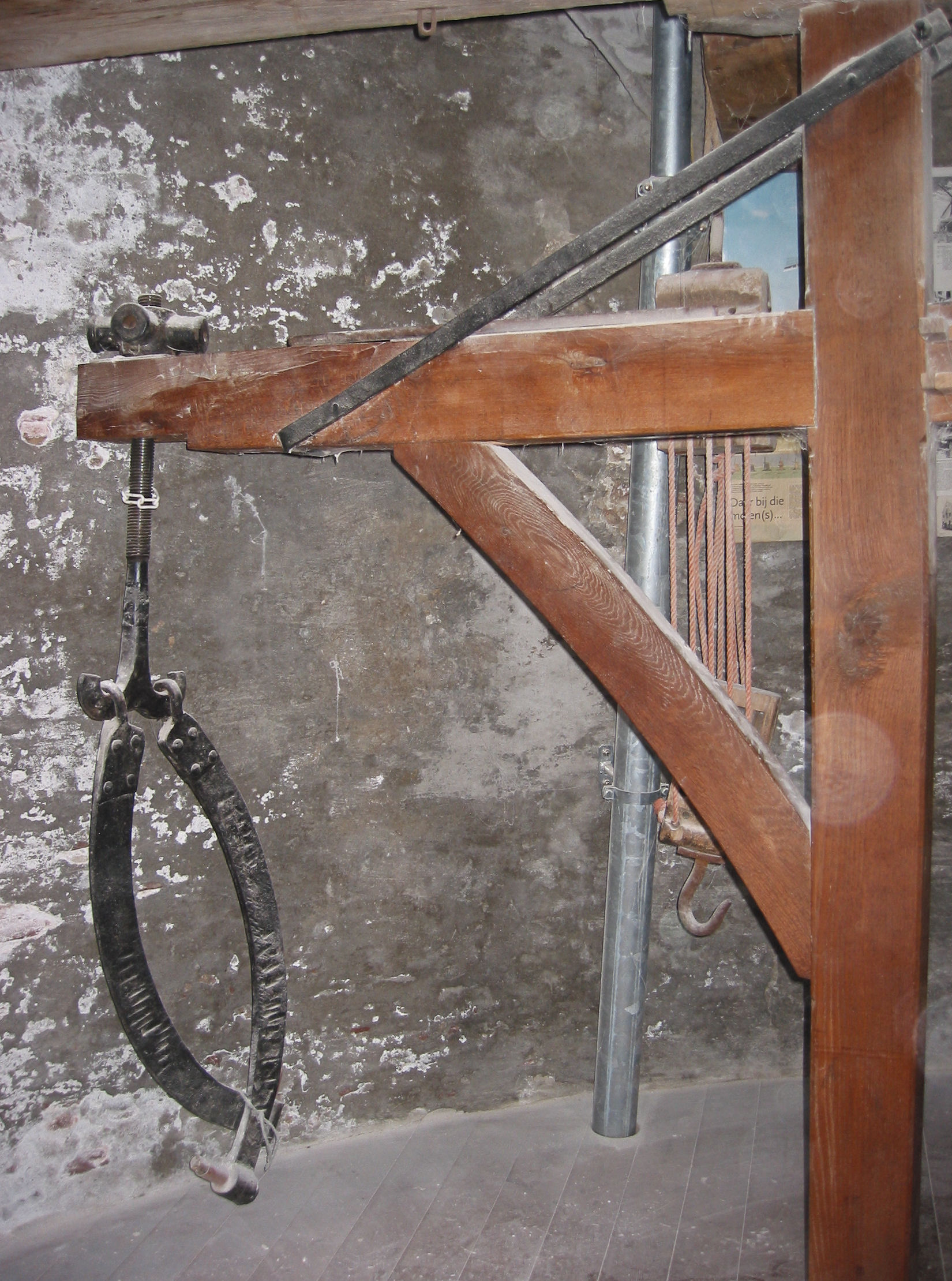
Steenkraan van De Hoop in Garderen
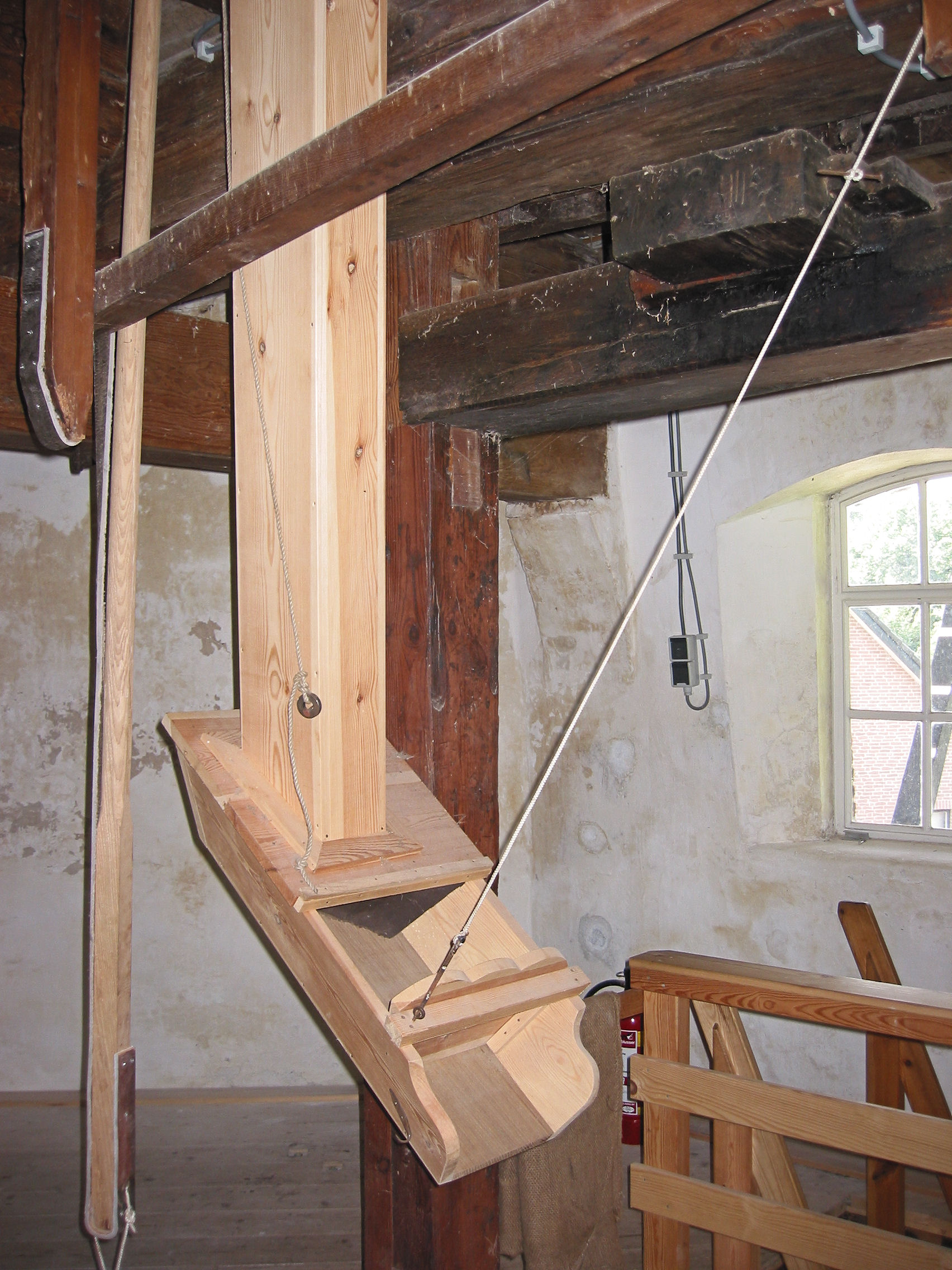
Meelpijp van De Hoop in Appel
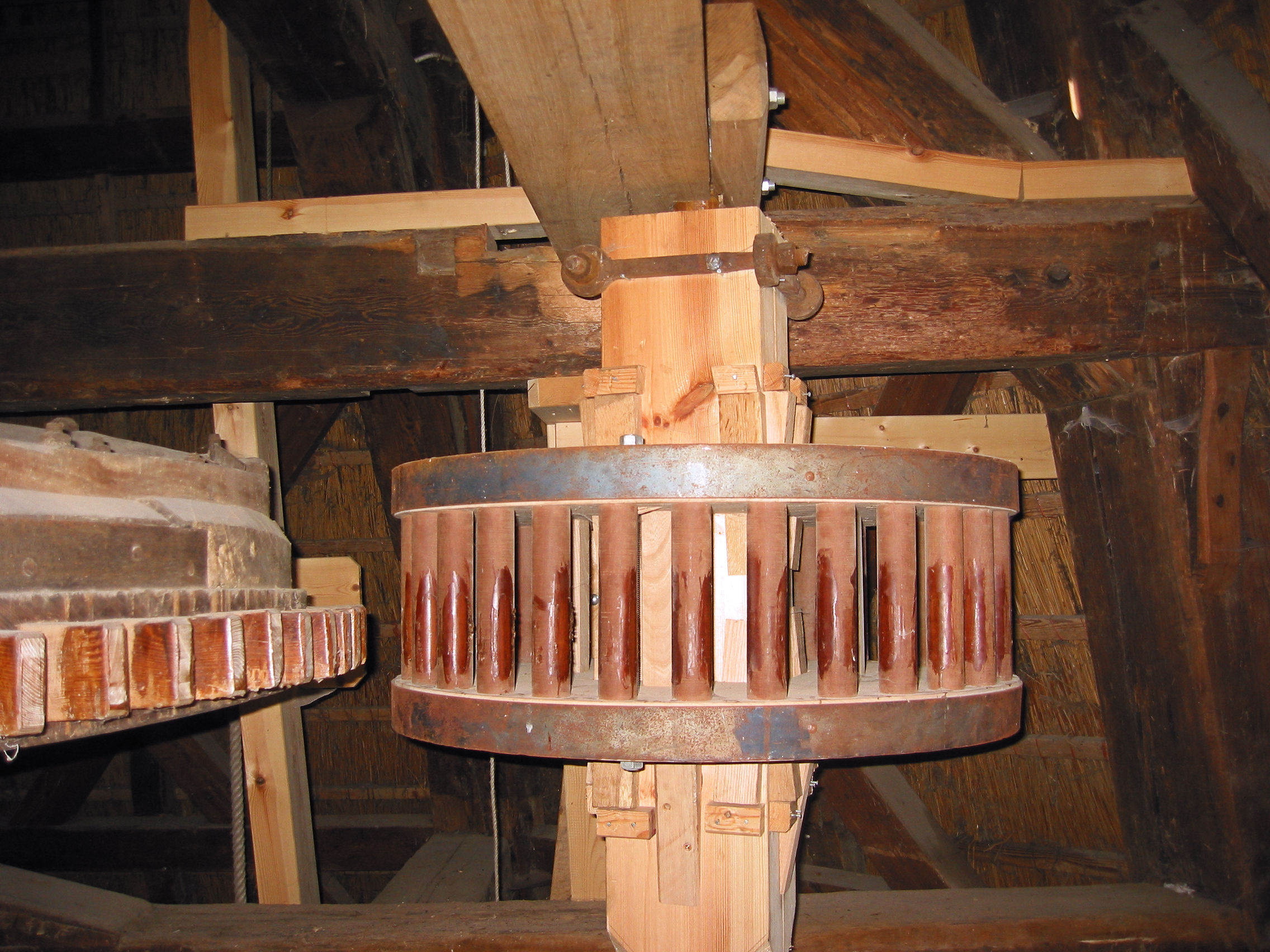
Steenrondsel met bolletriestaven van De Hoop in Appel
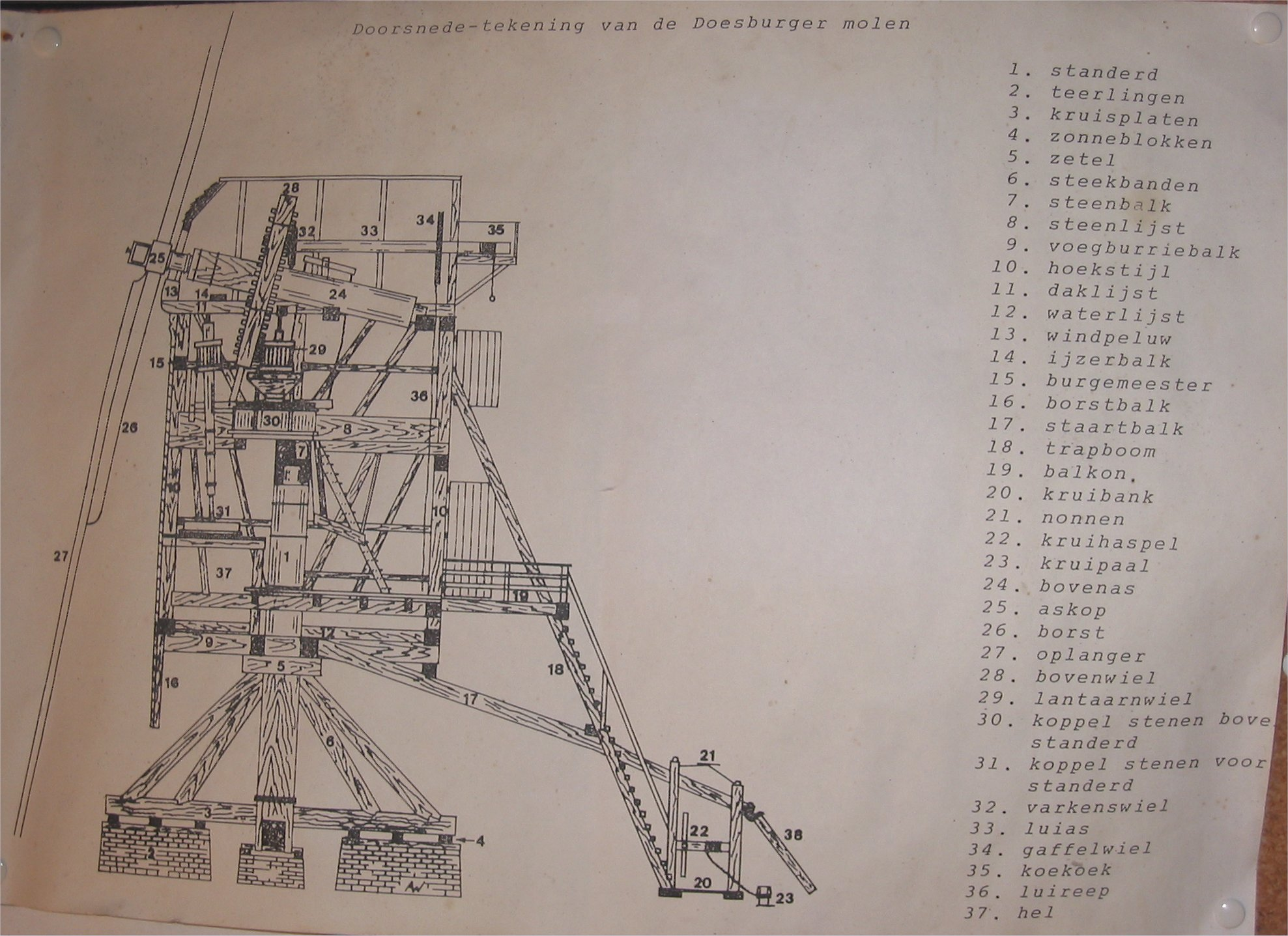
Standerdmolen
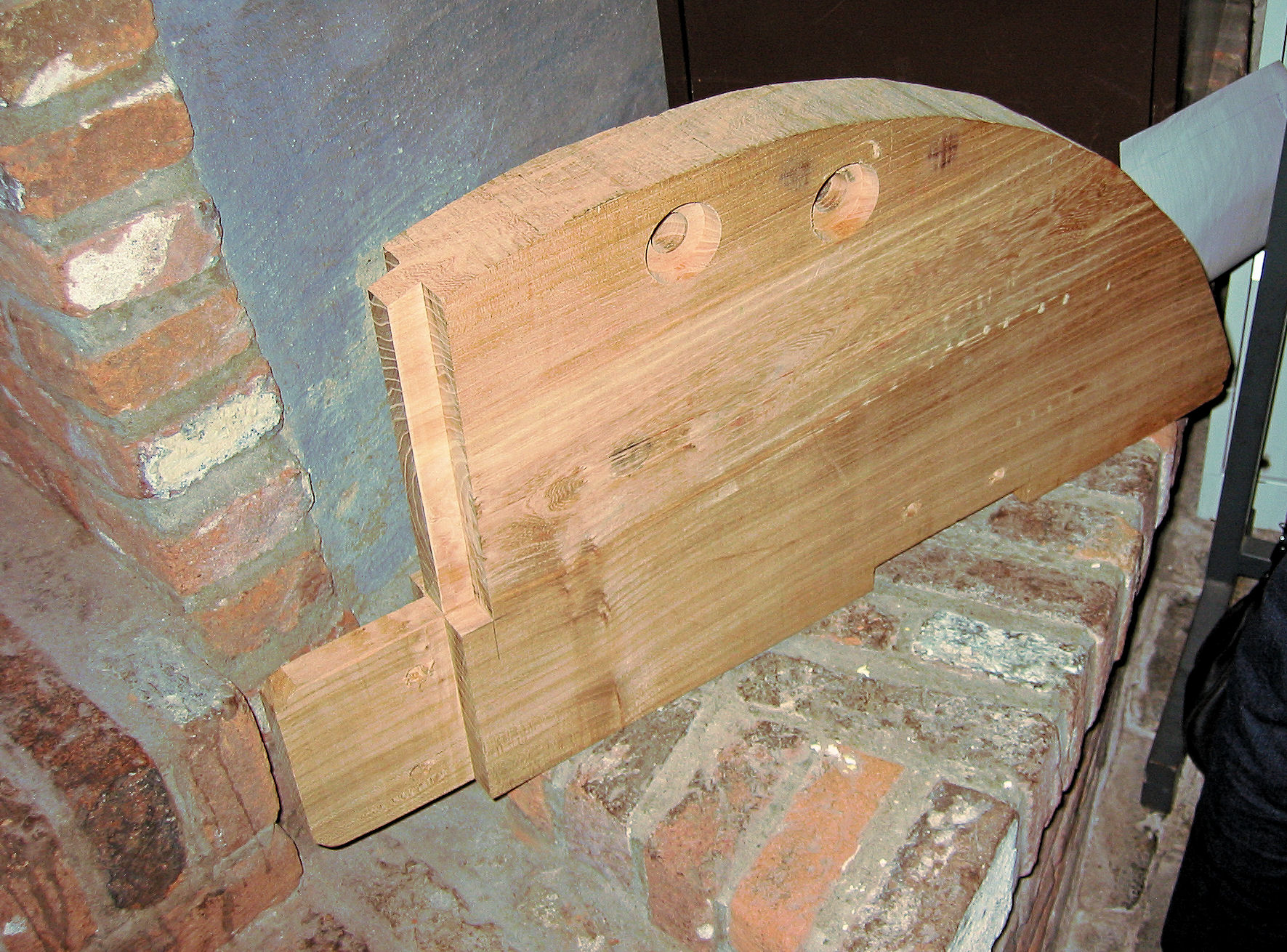
Maanstuk van een steenrondsel
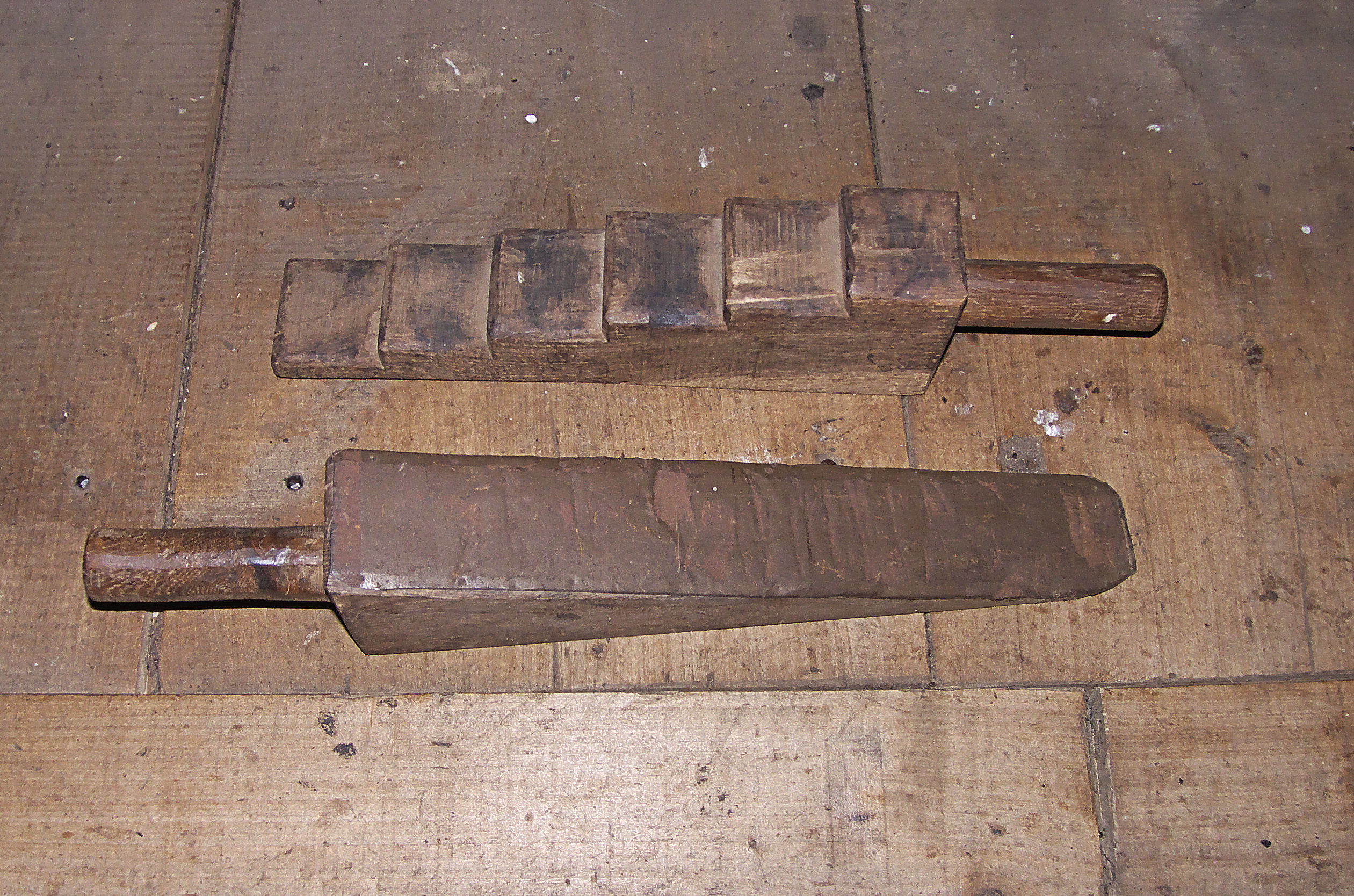
Trapspie of traphout en wig voor het openleggen van de steen
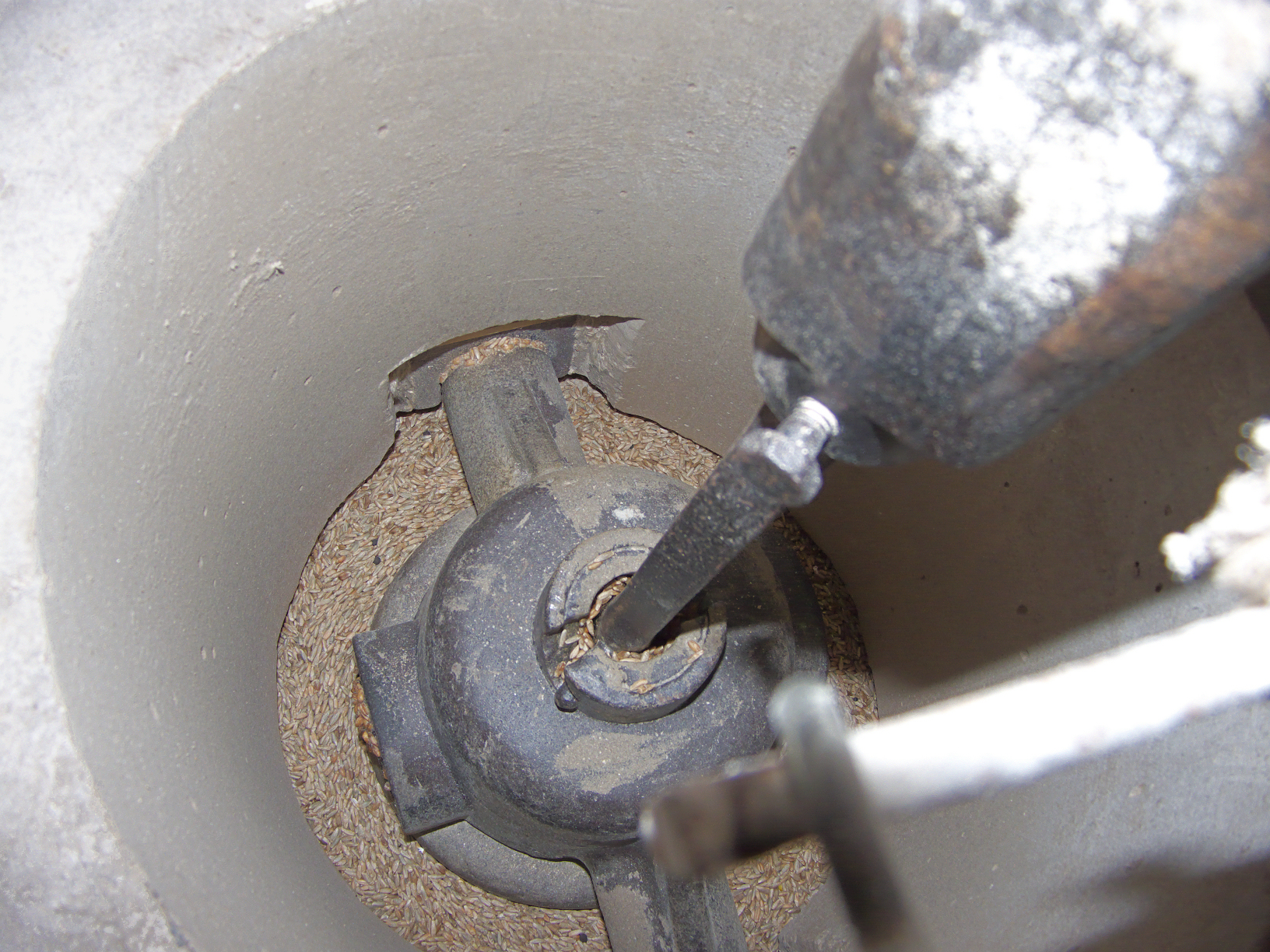
Rijn van een maalstoel
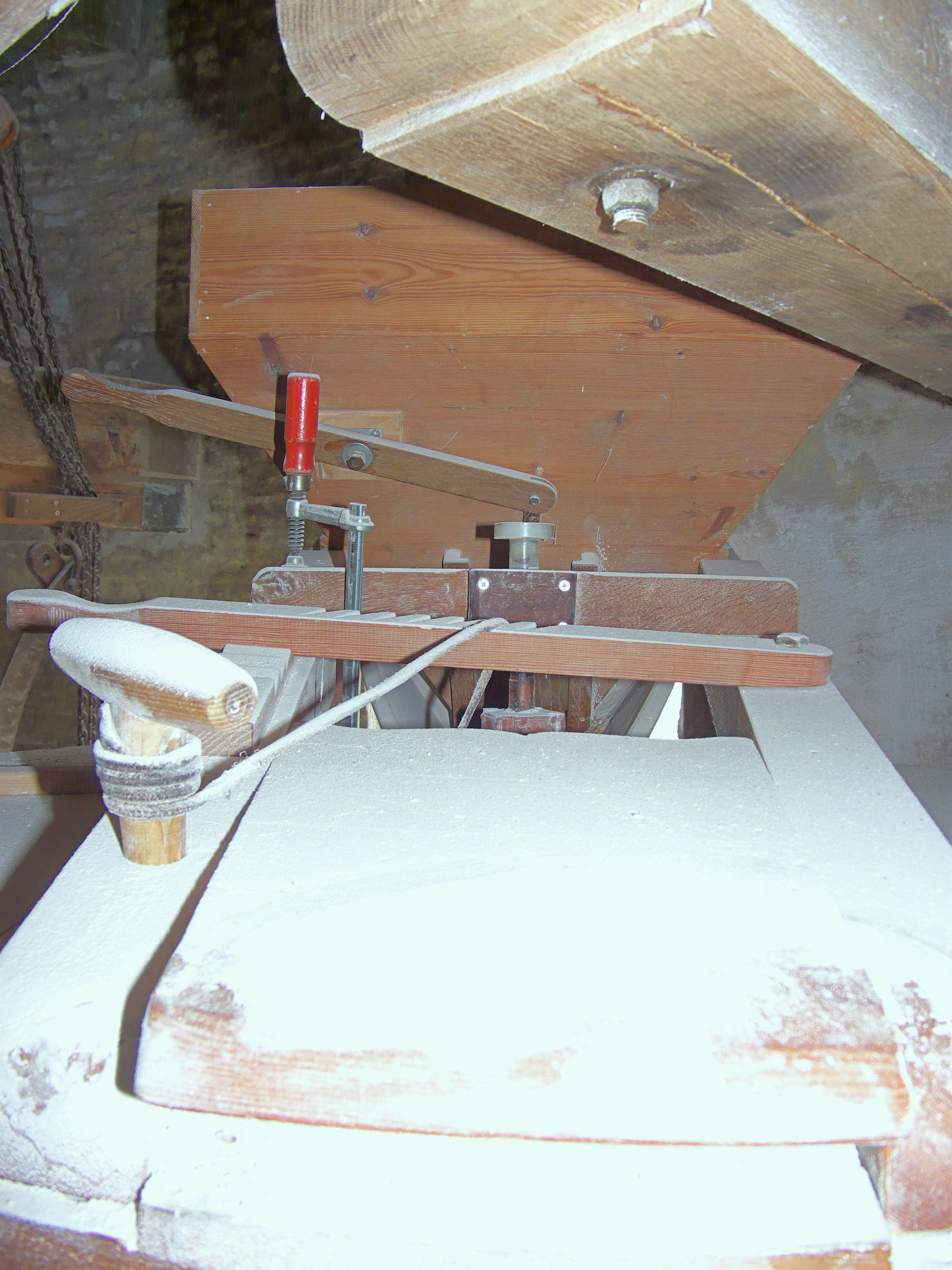
Aandrijving schuddebak met opzetspil of juffer bij de maalstoel van molen De Leeuw (Lettele)
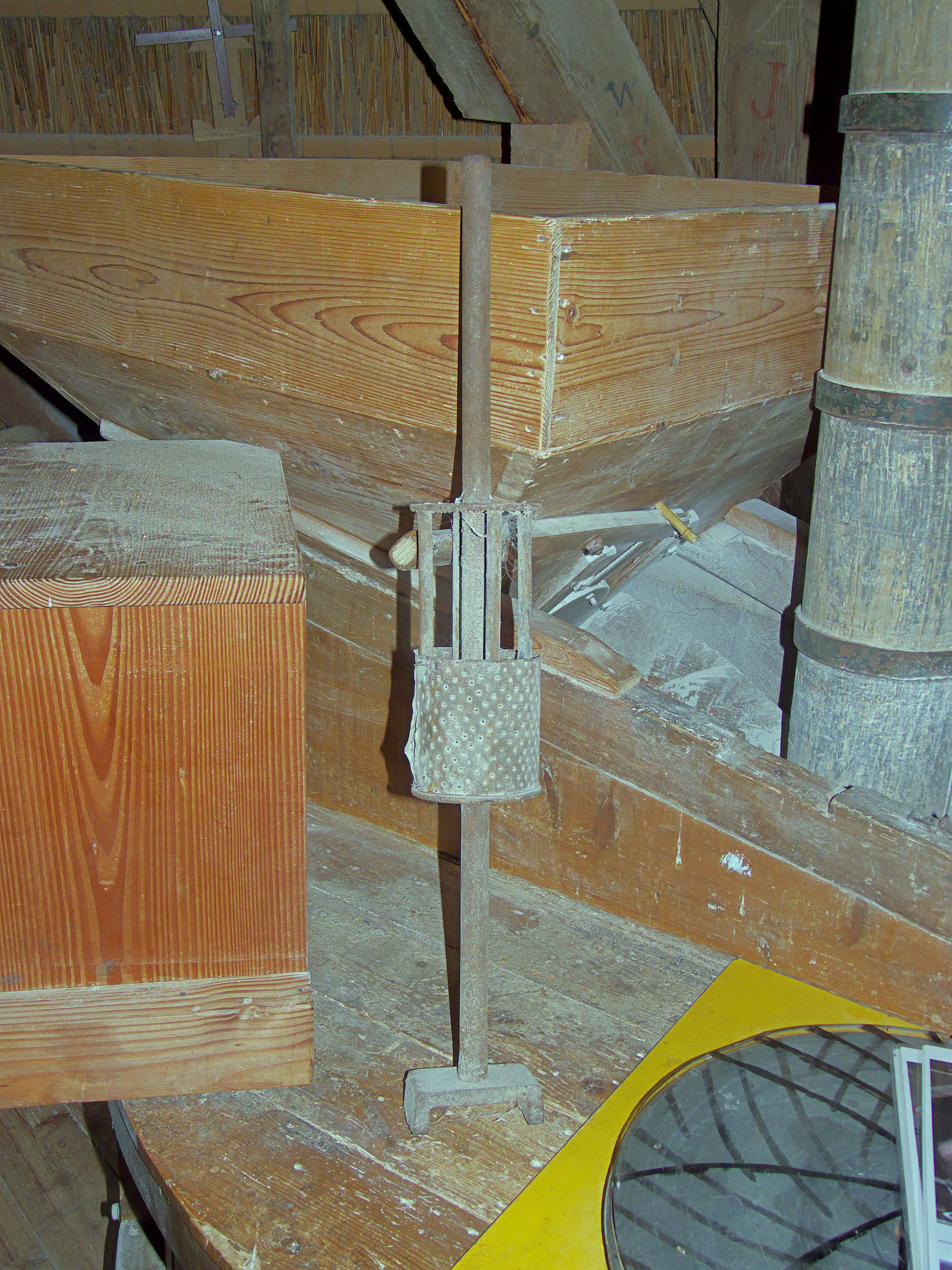
Opzetspil of juffer van maalstoel staand op maalkoppel